# Ausztria történelme
Ausztria története egészen az őskőkorszakig nyúlik vissza. A vaskorban itt volt a hallstatti kultúra központja. A mai Ausztria területe nagyrészt a Római Birodalom Noricum és Pannonia provinciáihoz tartozott. Miután germánok és szlávok települtek be, a 10. században létrejött az Osztrák őrgrófság. 1156-ban a Német-római Birodalom független hercegségévé vált. 1278-ban a Habsburg-család szerezte meg a hercegséget, amely az Európa jelentős részét magába foglaló Habsburg-birodalom kezdetét jelentette. 1806-ban létrejött az Osztrák Császárság, majd 1867-ben az Osztrák–Magyar Monarchia. Az első világháborúban a Monarchia szétesett. Az Osztrák Köztársaság csak a volt birodalom németlakta területeinek nagyobb részét tarthatta meg. 1938-ban a náci Németország annektálta Ausztriát, mely a második világháború után újból független köztársasággá vált. Ausztria 1995-ben csatlakozott az Európai Unióhoz.

## Őstörténet

### Kőkor

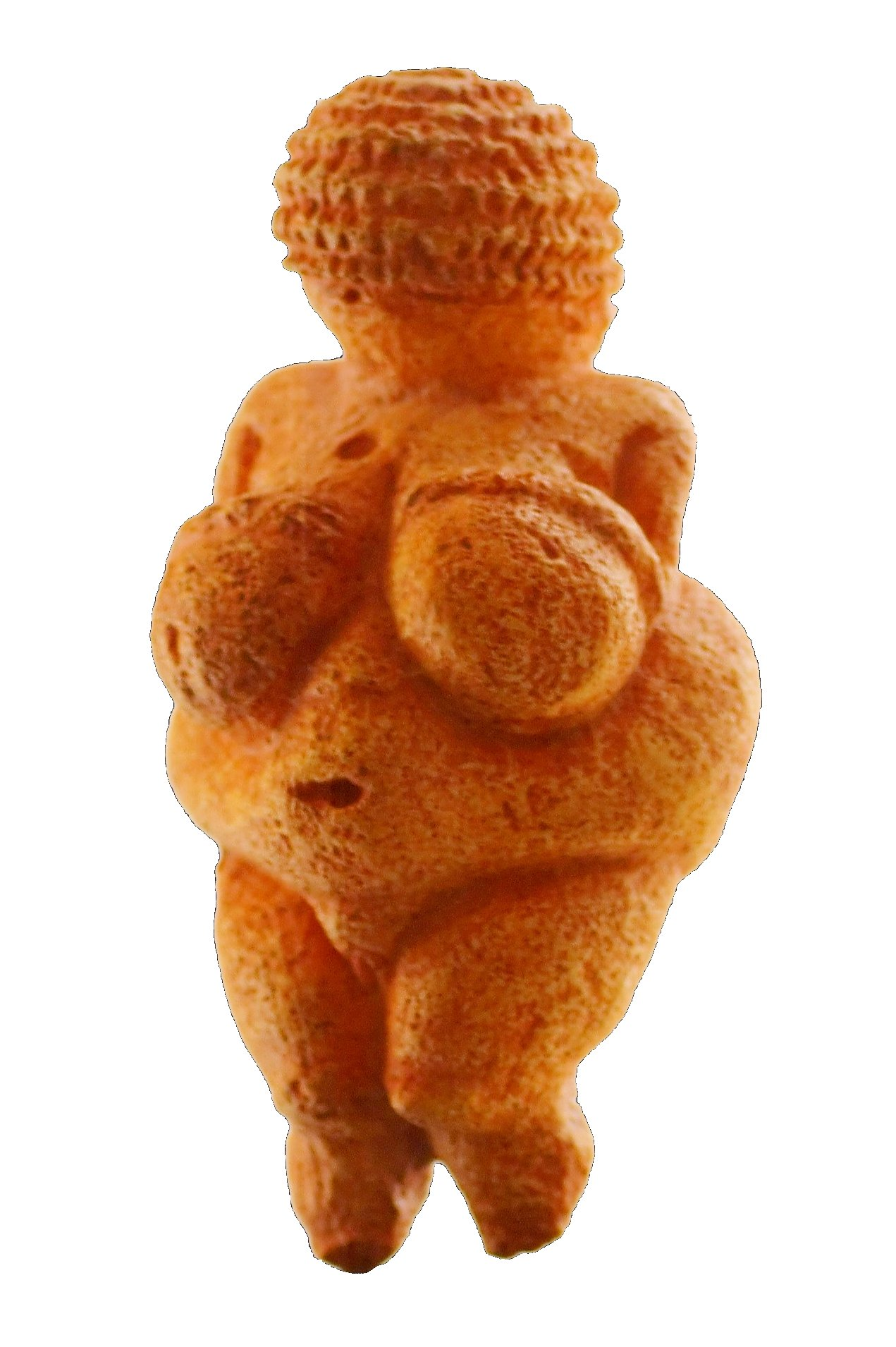
A willendorfi vénusz

A mai Ausztria területéről az ember legkorábbi nyomai a középső paleolitikumból, mintegy 300 ezer évvel ezelőttről származnak, a stájerországi Peggau mellett fekvő Repolust-barlangban találták meg a neandervölgyi ember szerszámait és zsákmányállatainak csontjait. Az alsó-ausztriai Gudenus-barlangban 70 ezer éves kő- és csontszerszámokra bukkantak, többek között egy csontsípra is.
A késői paleolitikumból származnak az Ausztriában megtalált legkorábbi műalkotások, a 32 ezeréves galgenbergi vénusz és a 26 ezer éves willendorfi vénusz. Mindkettőre Alsó-Ausztriában bukkantak rá. Szintén ezen a környéken került elő 2005-ben egy 27 ezer éves, a gravetti kultúrához tartozó mamutlapockacsonttal letakart kettős gyermeksír, a legkorábbi osztrák sírlelet.
A mezolitikumot a Boden-tó és a felső Rajna-völgy kőfülkéiben talált leletek, egy elsbetheni sír és mikrolitikus kőeszközök képviselik.
A neolitikum során emberek telepedtek meg Ausztria valamennyi, mezőgazdasági művelésre alkalmas, vagy valamilyen fontos nyersanyagot kínáló vidékén. Megtalálták Európa egyik legelső gazdálkodó népének, a vonaldíszes kerámia kultúrájának eszközeit. Az ország eddig ismert első településének maradványai is ebből a korból, Mödling környékéről származnak, míg az ipari tevékenység első nyomait, egy kovakőbányát Bécs külvárosában, Mauerben találták meg a régészek. A vonaldíszes kerámia népét követő lengyeli kultúra népei Alsó-Ausztriában jellegzetes kör vagy ovális alakú árokrendszereket hagytak maguk után.

### Bronzkor
Az alsó-ausztriai Hohe Wandon az i. e. 4. évezredből származó réz- és aranykincsre bukkantak, melyhez hasonló tárgyak Zalaszentgróton is előkerültek. Ezen a vidéken gyakoriak a dombtetőkre épült rézkori településmaradványok. Az Alpokban elkezdték a fémércek (elsősorban a réz) kitermelését. Ennek az időszaknak a legfontosabb lelete a kb. i. e. 3300-ból származó Ötzi mumifikálódott teteme, amit a mai Olaszország területén, az osztrák határ mentén találtak. A Mondsee-kultúra népei az alpesi tavak partvidékére épített cölöpházakban laktak.
A bronzkor kezdetén megjelentek a megerődített települések, amelyek a réz és ón bányászatával, feldolgozásával és kereskedelmével foglalkozó központokat védték. Az itt készített ötvösmunkákat megtalálták a Pittenben és Franzhausenben (Nußdorf ob der Traisen része) feltárt sírokban. Az urnamezős kultúra térhódításával elkezdődött a Hallstatt környéki sólelőhelyek kiaknázása.

## Vaskor

### Hallstatti kultúra

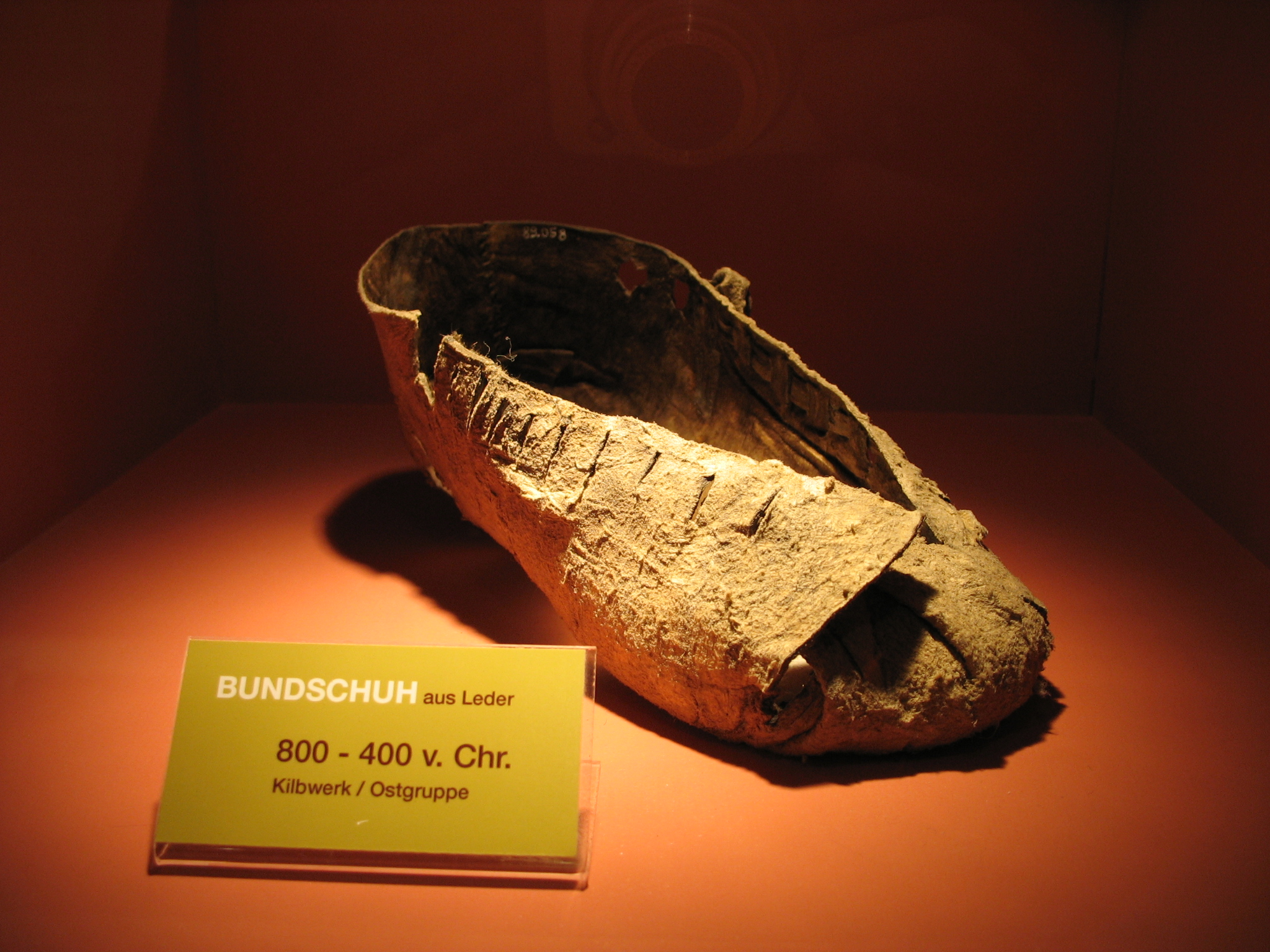
A hallstatti kultúrából származó bőrcipő

Az urnamezős kultúrából a vasmegmunkálás elterjedésével a hallstatti kultúra fejlődött ki, amelyet egyik tipikus lelőhelye után a felső-ausztriai Hallstatt városáról neveztek el. A kultúrát gyakran két zónára, egy nyugatira és egy keletire osztják; a közöttük levő határvonalat az Enns, Ybbs és Inn folyók alkotják. A nyugati hallstatti kultúra az Alpokon keresztül kapcsolatban állt az etruszkokkal és a Ligur-tenger partján fekvő görög kolóniákkal, míg a keleti zónára a sztyeppei, nomád népektől származó befolyás volt jellemző.
A mai Hallstatt helyén elterülő vaskori település a sóbányászatból és -kereskedelemből élt, temetőjéből balti és észak-afrikai eredetű import luxuscikkek kerültek elő. A burgenlandi Zárány mellett feltárt sírból származnak az első bizonyítékok az ausztriai szőlőművelésre, vallási életükről pedig a Stájerországban talált strettwegi (Judenburg része) bronz kultuszszekér árulkodik.

### La Tène-i kultúra
A proto-kelta hallstatti kultúrát a nyugati irányból terjedő kelta La Tène-i kultúra váltotta fel. Tőlük származnak az első feljegyzett ausztriai nép- (Taurisci, Ambidravi, Ambisontes) és helynevek. Erre a korra tehető az első nagyobb államalakulat, a Norici törzs vezette, 12 tagból álló kelta törzsszövetség, a Noricum (keltául Norig) kialakulása, amely a mai Ausztria déli és keleti részein, valamint Szlovéniában terült el. Nyugat-Ausztria ekkor a raeti kelta törzs területéhez tartozott.
A kelta sóbányászat központja Dürrnberg és Hallein (Salzburg) volt. Burgenlandban igen jó minőségű vasércet termeltek ki, amit a rómaiak számára is exportáltak (az ún. ferrum noricum). Róma egy kereskedőtelepet is fenntartott a mai Magdalensbergben, melyből később Virunum városa fejlődött ki. A kelták jellemzően dombtetőre épült, megerősített településeken éltek, mint amilyen Kulm (Kelet-Stájerország), Idunum (mai Villach), Burg (Schwarzenbach) és Braunsberg (Hainburg) volt. Ebben a korszakban alapították Linzet is.

## Római hódítás

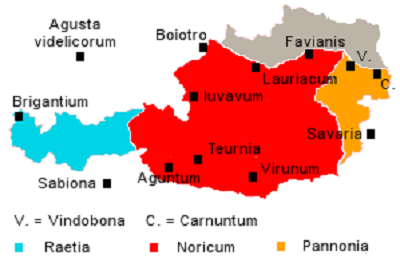
Ausztria a római korban

Bár Noricum Róma katonai szövetségesei és kereskedelmi partnere volt, i. e. 15-re bekebelezték a Birodalomba és helyén létrehozták Noricum provinciát. A következő 500 évben a terület Róma fennhatósága alá tartozott. A provincia határait Claudius császár ( i. sz. 41–54) véglegesítették: északon a Duna, északkeleten a bécsi erdő határolta, keleti határa nagyjából a mai Stájerországénak felelt meg. Délen és délkeleten a provincia az Eisack és Dráva folyókig terjedt. Diocletianus (284–305) idejében a provinciát az Alpok kelet-nyugat irányú gerince mentén két részre osztották, az északi Noricum ripense és a déli Noricum mediterraneum tartományokra. A mai Tirol és Vorarlberg Raetia provinciához, míg Bécs és Burgenland Pannoniához tartozott; Dél-Ausztria egy része pedig a valamikori Italia X. régióján, Venetia et Histrián terül el. A Duna mentén húzódott a birodalmat a barbároktól (ebben az esetben markomannoktól és kvádoktól) védő limes.
A rómaiak számos várost alapítottak. A legnagyobb a mai Bécstől keletre fekvő Carnuntum volt, de jelentős volt még Virunum (Klagenfurttól északra), Teurnia (Spittal an der Drau mellett), Iuvavum (Salzburg), valamint Vindobona (Bécs) és Lauriacum (Enns) légiós táborok. A kereszténység az i. sz. 2. században jelent meg, a legkorábbi ismert egyházi szervezet a 4. századból származik. A bajorok germán törzsének megtelepülése után azonban újabb térítő akciókra volt szükség amit Rupert és az ír Virgil püspökök végeztek.

## A népvándorlások kora

### Első szakasz: a germánok (i. sz. 162–500)
A 2. században után egy hosszas békés korszaknak vetett véget a markomann–kvád–szarmata-jazig csoportok inváziója (162). A harcok nagy kiterjedésű frontszakaszon és különböző helyeken folytak. Marcus Aurelius császár a markomannok és kvádok, aztán szarmaták, jazigok ellen győzött (170–174; 175).
A 4. században egyre gyakoribbá váltak a germán törzsek, köztük gótok és vandálok betörései a Római Birodalom határvidékein. A birodalom egyszerre küzdött belső és külső problémákkal és a határprovinciák, azaz Raetia, Noricum és Pannonia egyre kevésbé voltak képesek megvédeni magukat. A hunok támadásai megindították a gótok és más nyugati népek nyugatra vándorlását. 405-ben százezres nagyságúra becsült tömeg tört be Noricumon keresztül Itáliába Radagaisus vezetésével: vandálok, burgundok, alánok, szvébek, gótok. Radagaisus serege a következő évben vereséget szenvedett. Nagyobb sikerrel jártak a 408-ban érkezett Alarik vezette vizigótok. Zószimosz bizánci történetíró szerint a Rómával ekkor békében lévő Alarik Emonán (a mai Ljubljana) keresztül vonult a noricumi Virunumba. A római hadvezér, Stilicho nyomására a szenátus megszavazta, hogy jelentős összeget adjanak a vizigótoknak, ám Stilichót nem sokkal ezután meggyilkolták. Alarik ezután átvonult Itáliába és 410-ben kifosztotta Rómát. Az 5. század eleji gót és vandál támadások következtében a Nyugatrómai Birodalom elveszítette természetes határait, a Dunát és a Rajnát, melyeket a történelem során már sohasem szerzett vissza.
Egy rövid békés szakaszt követően, 433-ban a hun támadások miatt a rómaiak kiürítették Pannóniát. 451-ben a nyugati hadjáratra induló Attila vonult át a vidéken. Attila halála után a Hun Birodalom felbomlott, és a korábbi vazallusok önálló királyságokat hoztak létre. Ezek között voltak a germán rugiak (rugii), akik a Dunától északra megalapították Rugilandot és kiterjesztették hatalmukat Noricumra is.
472 után az osztrogótok és alemannok betöréseitől szenvedett a provincia, de a barbárok nem foglalták el, és a római adminisztráció egy része egy darabig azután is megmaradt, hogy 476-ban az utolsó császár lemondatásával elbukott a Nyugatrómai Birodalom. A germán törzsek nyomására azonban 488-ban végleg feladták Noricumot, Raetiát pedig az alemannok szállták meg. A tartomány Theodoric osztrogót birodalmához került, de amikor az uralkodó 526-ban meghalt, állama széthullott.

### Második szakasz: bajorok és szlávok (i. sz. 500–900)
I. sz. 500 körül longobárdok jelentek meg a mai Ausztria északi és keleti részein, de őket 567-ben Észak-Itáliába űzték tovább az avarok. Az avarok a gyepűvidékeikre szláv vazallusokat telepítettek. Amikor 626-ban vereséget szenvedtek Bizánctól, alpesi szláv vazallusaik, a karantánok fellázadtak és a bajor Odilo vezetésével létrehozták a saját államukat, Karantániát (később Karintiát).
A 6. században az Alpok északi oldalán a frankok vazallusai, a bajorok telepedtek meg és 550-ben megalapították saját hercegségüket. Egészen 788-ig ők alkották a Frank Birodalom délkeleti határát; területük egészen Dél-Tirolig, keleten pedig az Enns folyóig nyúlt. A 7–9. század között a mai Ausztria déli részére szlávok költöztek, elsősorban a Dráva, Mura és Száva völgyeibe. A szláv betelepülés megállította a bajor terjeszkedést; a határvonal körülbelül az Enns mentén húzódott.
745-ben Karantánia az avarok fenyegetése miatt hűséget esküdött a Bajor Hercegségnek, de keleti területeit így is elfoglalták az avarok. 828-ban a megmaradt nyugati részt őrgrófsággá alakították. A következő évszázadok folytán a bajorok betelepültek a Duna mentére és az Keleti-Alpokba, kialakítva a mai németül beszélő osztrák népességet.

## Kora középkor

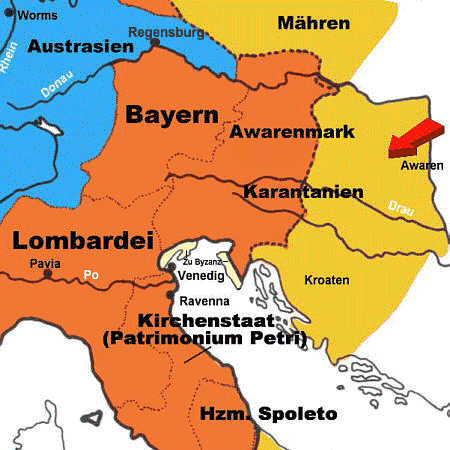
Az avarok ellen szervezett frank őrgrófságok

A bajorok 717-ben elszakadtak a Frank Birodalomtól, de Martell Károly újra a fennhatósága alá vonta őket. Végül Nagy Károly legyőzte III. Taszilót, az Agilolfing dinasztia utolsó hercegét és a hercegséget beolvasztotta birodalmába. 791-től kezdve elkezdődött a frank-avar hadjáratok hosszú sora, melynek során 803-ra megdöntötték az Avar Kaganátust. Nagy Károly a birodalom keleti határának védelmére őrgrófságokat hozott létre, többek között a mai Alsó-Ausztriában az Avar Őrgrófságot (Awarenmark) az Enns, Dráva és Rába folyók közén. Délen a Karintiai Őrgrófsággal volt határos, és a kettőn együttesen Marcha orientalis-ként, keleti őrgrófságokként emlegették. 805-ben a frankok a legyőzött avarok egy részét Bécstől délkeletre telepítették le.
862-ben újabb fenyegetés jelentkezett keleten: a nomád magyarok. A morvák szövetségeseként ebben az évben és 894-ben feldúlták a frankok határvidékeit, majd 896-tól kezdődően betelepültek a Kárpát-medencébe és megdöntötték a morva államot. 907-ben a pozsonyi csatában döntő vereséget mértek a bajor hercegre, megszállták a két őrgrófságot és a határt visszatolták egészen az Ennsig. I. Ottó német király öccsét, Henriket tette meg bajor hercegnek. Ottó 955-ben az augsburgi csatában legyőzte a kalandozó magyarokat, akik a későbbiekben már nem indítottak nyugatra fosztogató hadjáratokat.
962-ben Ottó császárrá koronáztatta magát, Bajorország pedig a birodalom egyik hercegsége lett. I. Henrik herceg fia, Civakodó Henrik fellázadt II. Ottó császár ellen, aki azonban legyőzte és 976-ban szétdarabolta a túlságosan megerősödött hercegséget: létrehozta a különálló Karintiai Hercegséget, a keleti határon pedig egy keleti őrgrófságot (Ostmark), amelyet Babenberg Lipótnak adományozott. Az őrgrófságot 996-ban említik először Ostarrîchi (keleti ország) néven, ebből származik a mai Österreich. A latinos Austria formát III. Lipót idején a 12. században kezdték használni.

## A Babenbergek

### Osztrák Őrgrófság

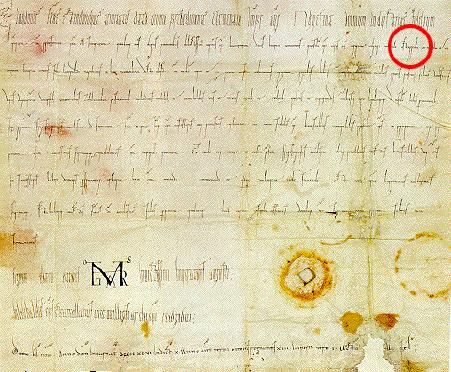
Ausztria (Ostarrichi) első írásos említése)

A Babenberg grófok előbb Pöchlarnból, majd Melkből (Mölk) uralkodtak. (Melket I. Lipót őrgróf 984-ben foglalta el a magyaroktól, akiket a Bécs melletti Kahlenbergig szorított vissza). A Babenbergek telepeseket hívtak be birtokuk benépesítésére, városokat és kolostorokat alapítottak. A 11. század végén az ötödik őrgróf, Szép Lipót az invesztitúravita miatt szembekerült IV. Henrik császárral, aki megfosztotta birtokaitól, bár később valamelyes területveszteséggel sikerült azokat visszakapnia. Az őrgróf fia, Jó Lipót szövetségre lépett a császár fellázadó fiával, a későbbi V. Henrikkel, aki győzelme után a nővérét, Agnes von Waiblingent is hozzáadta feleségül. Lipót több kolostort is alapított, mint például Klosterneuburgot és Heiligenkreuzot, amiért 1458-ban szentté avatták és ma ő Ausztria védőszentje.
Jó Lipót fia, Nagylelkű Lipót megszerezte a bajor hercegséget is. A német Stauf- és Welf-házak konfliktusában Lipót az előbbieket támogatta és 1138-ban Stauf Konrádot meg is választották császárnak. A Welfekhez tartozó Büszke Henrik bajor herceg kétségbe vonta a választás eredményét és a császár 1139-ben megfosztotta bajor birtokaitól, amit az osztrák őrgrófnak adományozott. Lipót azonban két évvel később meghalt és címeit öccse, Jasomirgott Henrik örökölte. A császári székben Konrádot követő Barbarossa Frigyes Stauf és Welf felmenőkkel is rendelkezett és véget akart vetni a belháborúnak. 1156-ban visszaadta Bajorországot a Welfeknek, de cserébe kiadta a Privilegium Minust, melyben Ausztriát Bajorországtól független hercegséggé emelte, így Henrik herceg maradhatott. Henrik ugyanebben az évben Bécsbe költöztette székhelyét.

### Osztrák Hercegség
1186-ban az idős IV. Ottokár stájer herceg, aki a kereszteshadjárat során leprát kapott, a georgenbergi szerződésben az osztrák hercegre hagyta birtokait. Stájerországot Karintia északi területeiből különítették el és csak 1180-ban emelkedett hercegségi rangra. Nemcsak a mai tartomány területe, hanem a mai Szlovénia északkeleti harmada, Felső-Ausztria (Wels és Steyr) és Alsó-Ausztria egy része (Bécsújhely és Neunkirchen) is a hercegséghez tartozott. Henrik fia, V. Lipót így mindkét hercegséget megörökölte. Lipót részt vett a harmadik kereszteshadjáratban, ahol Akkon ostrománál Oroszlánszívű Richárd lehajíttatta zászlaját az elfoglalt város falairól. Amikor aztán Richárd 1192-ben álruhában hazaindult, és Bécs mellett felismerték, Lipót börtönbe vettette az angol királyt. Richárd csak hatalmas váltságdíj (6 ezer vödörnyi, mintegy 23 tonna ezüst) kifizetése után szabadult, Lipótot azonban a pápa ezért a tettéért kiközösítette.
A meggazdagodott Babenbergek jelentős építkezésekbe fogtak, ekkor – a 13. század elején – honosodott meg Ausztriában a gótikus stílus. VI. Lipót (1198–1230) apjához hasonlóan aktívan részt vett a keresztes hadjáratokban, csatlakozott a dél-franciaországi katharok elleni háborúhoz és az ötödik kereszteshadjárathoz, ahol II. András magyar királlyal harcolt együtt.
Lipótot fia, Civakodó Frigyes követte a hercegi trónon, aki hamarosan szinte valamennyi szomszédjával háborút kezdeményezett. Az 1230-as években a Magyarországgal is voltak határvillongásai, majd a tatárjárás során a muhi csata után menekülő IV. Béla királyt elfogta, és csak nagy váltságdíj, illetve három határ menti megye elzálogosítása után engedte szabadon. A tatárok elvonulása után a magyar király egyik első dolga az volt, hogy sereget gyűjtött, és kikergette az osztrákokat a megszállt vármegyékből. 1246-ban újból kitört az ellenségeskedés a csehekkel és IV. Bélával, és bár a Lajta-menti csatában a német nehézlovasság legyőzte a magyarokat, a csatában Frigyes is elesett és vele kihalt a Babenberg-család férfiága.

## II. Ottokár birodalma

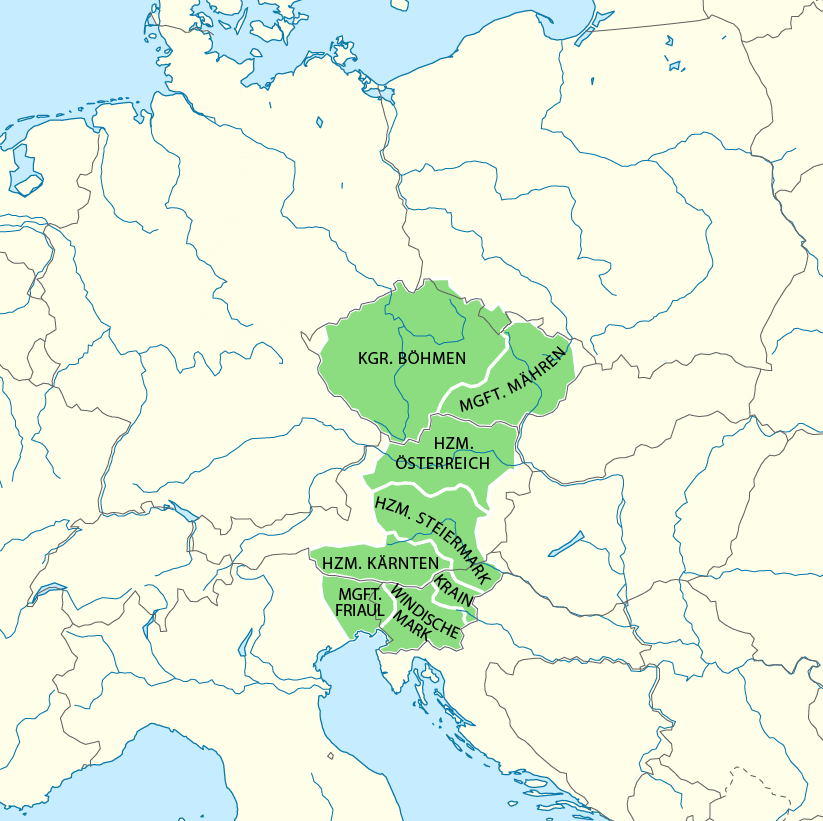
II. Ottokár birodalma

Ezután évtizedekig tartó harc tört ki a Babenbergek örökségéért. I. Vencel cseh király fia, Ulászló morva őrgróf feleségül kérte Frigyes unokahúgát, Gertrúdot, ám röviddel ezután meghalt. Gertrúd végül Hermann badeni őrgrófhoz ment feleségül, de az osztrák arisztokrácia ellenezte ezt az örökösödést, és maga Hermann is meghalt 1250-ben. A cseh király másik fia, Ottokár feleségül vette Frigyes nővérét, Margitot, aki ugyan kétszer idősebb volt nála, de így ő is benyújthatta igényét a két hercegségre. IV. Béla szintén szerette volna országához csatolni Ausztriát és Stájerországot, így 1250 és 1260 között több cseh-magyar összecsapásra került sor, míg végül a kroissenbrunni csatában Ottokár döntő győzelmet aratott.
Ottokár Karintia és a vend őrgrófság megszerzésével Csehországtól egészen az Adriai-tengerig húzódó birodalmat hozott létre. Eközben azonban sok ellenséget szerzett, és sikerei óvatossá tették a Német-római Birodalom fejedelmeit. Amikor 1254-ben IV. Konrád császár halálával kihalt a Hohenstauffen-dinasztia, a cseh király is pályázott a császári trónra, és ő volt a jelöltek közül a legerősebb, ám nem választották meg. A birodalom egészen 1273-ig interregnum állapotában volt, amikor az újabb császárválasztáson a viszonylag ismeretlen Habsburg Rudolfot tették meg uralkodónak. Az ismét császárjelölt Ottokár nem fogadta el a választás eredményét, ezért az 1274-es nürnbergi birodalmi gyűlés felszólította, hogy ismerje el Rudolfot, és szolgáltassa vissza az 1250 óta szerzett koronabirtokokat (vagyis az Osztrák, Stájer, Karintiai Hercegségeket és a Krajnai Őrgrófságot). Habsburg Rudolf nem ismerte el a Babenberg-birtokok leányági öröklését, és úgy vélte hogy annak vissza kell szállnia a császári koronára. Ottokárt kiközösítették a birodalomból, 1276-ban pedig Rudolf háborút indított ellene. Miután korábbi szövetségese, XIII. Henrik alsó-bajor herceg a császár oldalára állt, Ottokár hajlandó volt visszaszolgáltatni Cseh- és Morvaországon kívül valamennyi szerzeményét. A békekötés megpecsételéséül Rudolf legfiatalabb lányát, Juditot eljegyezték Ottokár fiával, Vencellel. Ottokár ezután szövetséget kötött a lengyelekkel, és néhány német herceget (köztük Alsó-Bajorország hercegét ismét) is az oldalára állított, majd megpróbálta visszaszerezni elvesztett birtokait. Rudolf legfőbb szövetségese IV. László magyar király volt. Az ellenfelek 1278. augusztus 26-án találkoztak a Bécstől északnyugatra fekvő Morva-mezőnél, ahol az ütközetben Ottokár elesett. A Habsburgok így megszerezték az Osztrák és Stájer Hercegségeket, amelyek 640 évig, egészen 1918-ig a birtokukban maradtak.

## A Habsburgok

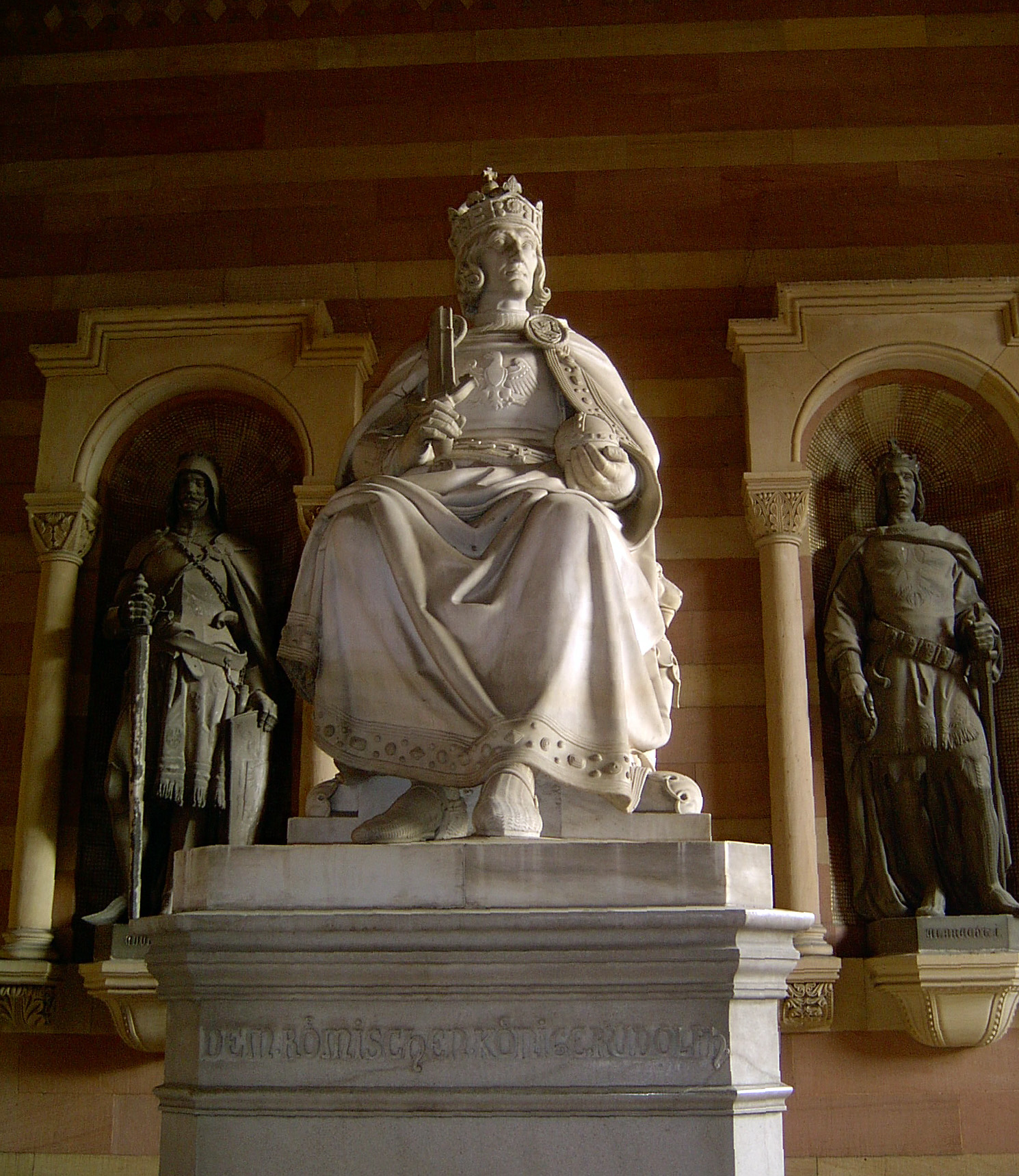
Habsburg Rudolf szobra a speyeri dómban

Rudolf befolyását latba vetve elérte, hogy halála után fiai, Albert és Rudolf örökölhessék a két hercegséget. 1282-ben az augsburgi gyűlés úgy döntött, hogy a két herceg közösen uralkodjék, de egy évvel később a rheinfeldeni szerződés értelmében az elsőszülöttségi elv értelmében Albert kapta meg az osztrák és stájer trónt. A fiatalabb Rudolf nem kapta meg az ígért kompenzációt, ezért fia, „Apagyilkos” Johann 1308-ban meggyilkolta Albertet.
Albert halála után fia, Szép Frigyes örökölte a hercegségeket, ahol azonban öccsével, Lipóttal közösen uralkodott. 1314-ben császárrá is megválasztották, azonban uralmát itt is meg kellett osztania IV. Lajossal. Miután Frigyes meghalt, a kettős hercegi uralom megmaradt, ezúttal öccsei, II. Albert és Ottó kormányoztak közösen, majd Ottó 1339-es halála után fiai, II. Frigyes és II. Lipót osztozkodtak. A kettős uralkodás csak 1358-ban, IV. Rudolf trónra lépésével szűnt meg. A 14. században a Habsburgok sikeresen bővítették osztrák birtokaikat, II. Albert 1335-ben megörökölte a Karintiai Hercegséget és a Krajnai Őrgrófságot.
IV. Rudolf 1359-ben a Rőtszakállú Frigyesnek tulajdonított, ám hamis Privilegium Maius dokumentumra alapozva Ausztriát főhercegségnek nyilvánította, a hercegségeket elválaszthatatlanná tette és rögzítette a szigorú elsőszülötti örökösödést. A kortársak nem ismerték el el a dokumentumot, csak száz évvel később, 1453-ban a szintén Habsburg III. Frigyes császár hitelesítette a Privilegium Maiust, ezzel választófejedelmi jogokat biztosítva az osztrák főhercegnek. Rudolf alapította a bécsi Szent István-székesegyházat, az Bécsi Egyetemet (Alma Mater Rudolphina), új pénzt vezetett be, a bécsi pfenniget. 1363-ban megszerezte a Tiroli Hercegséget; a korábbiakkal együtt ezek a hercegségek alkották a későbbiekben az osztrák örökös tartományokat.
A területében és tekintélyében gyarapodott államban IV. Rudolf halála után azonban öccsei – III. Albert és III. Lipót – között kitört a testvérharc. Bár 1379-ben a neubergi egyezményben felosztották az országot, a következő száz évben a család – és a birtokaik – több ágra szakadt. Csak 1457-ben sikerült V. Frigyesnek újraegyesítenie a főhercegséget.
Az Osztrák Hercegség uralkodói közül 1438-ig hármat – I. Rudolfot, I. Albertet és Szép Frigyest – választották meg német királynak, viszont miután V. Albert 1438-ban német uralkodó lett, a Német-római Birodalom 1806-os felbomlásáig (VII. Károly kivételével) csak a Habsburgok ültek a császári trónon.

## Inkvizíció Ausztriában

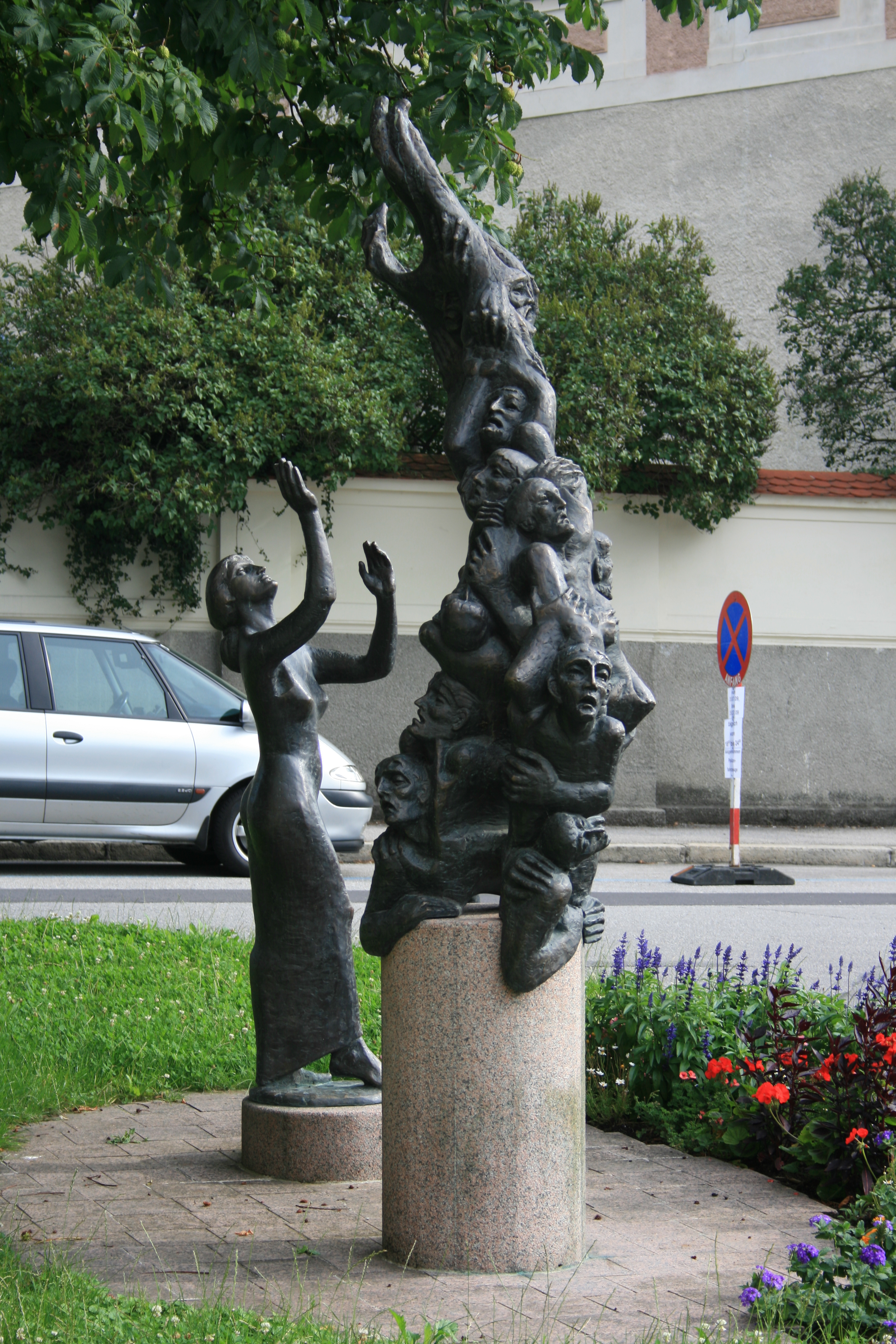
A megégetett eretnekek emlékműve Steyrben

A 13. század közepe és a 14. század vége között az eretnekellenes inkvizíció igen aktív volt Ausztriában, amely elsősorban a valdensek ellen irányult. A kivizsgálások első hulláma 1260-ban indult és mintegy 40 egyházközséget érintett Salzkammergut és a Bécsi-medence között. 1311–1315-ben újabb vizsgálatok történtek Steyr, Krems, Sankt Pölten és Bécs városokban, majd 1391-1402 között Peter Zwicker vezetésével több városban (Steyr, Enns, Hartberg, Bécs, sőt Sopron) eretnekeket végeztek ki. 1397-ben egyedül Steyrben 80-100 valdenst égettek el máglyán.

## A nagyhatalom születése
V. Albert Luxemburgi Zsigmond lányát vette feleségül. Miután Zsigmond 1437-ben meghalt, fiúutód hiányában Albertet jelölte meg örököseként, aki így magyar és cseh király lett és 1438-ban császárrá is választották. Egy évvel később azonban meghalt, birtokait és címeit pedig halála után négy hónappal született fia, Utószülött László örökölte. László gyámja és védelmezője a Habsburgok Lipót-ágából származó Frigyes stájer (valójában belső-ausztriai) herceg volt, akit 1452-ben császárrá választottak. Egy évvel később Frigyes hitelesnek fogadta el a Privilegium Maiust, ezzel Ausztria hivatalosan is a választófejedelmekkel egyenrangú főhercegség lett, László pedig az első főherceg. Négy évvel később László mindössze 17 évesen meghalt, ausztriai birtokait pedig Frigyes kapta meg (a magyarok Hunyadi Mátyást, a csehek pedig Podjebrád Györgyöt választották királynak). Bár Frigyes katonailag nem mindig volt sikeres – Mátyás magyar király 1485-ben elfoglalta Bécset és öt évig megszállva tartotta – szívós diplomáciai munkájával és hosszú életével végül felülkerekedett riválisain.

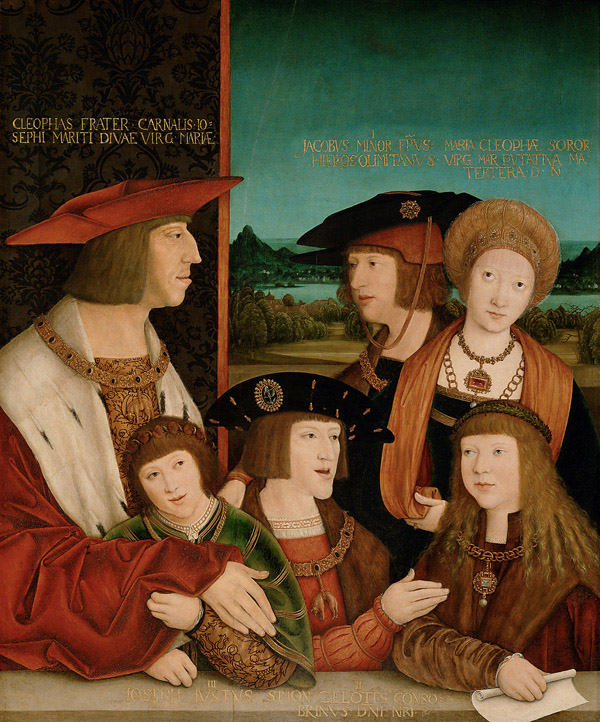
I. Miksa császár és családja

Frigyes fia, Miksa Merész Károly burgundiai herceg egyetlen lányát, Máriát jegyezte el, majd a herceg 1477-es halála után feleségül vette. Burgundiára Franciaország is igényt tartott, így néhány éves háborúskodás után 1482-ben az arrasi szerződésben felosztották a hercegséget: Miksa kapta Németalföldet, XI. Lajos francia király pedig a kelet-franciaországi Burgundiát. Így amikor Miksa 1490-ben megörökölte Tirolt és 1493-ban apjától Ausztriát (egyesítve ezzel valamennyi korábbi ausztriai földet), Európa egyik legnagyobb hatalmú uralkodójává vált és még abban az évben német császárrá is választották. Miksa fia, Fülöp szintén jól házasodott, Kasztília és Aragónia örökösnőjét, Johannát vette feleségül; így Spanyolország és valamennyi leendő gyarmata is Habsburg-uralom alá került. Jogos volt hát a korabeli vers, ami később a dinasztia mottójává vált:
Bella gerant alii; tu felix Austria, nube! / Nam quae Mars aliis, dat tibi regna Venus.
Múlt századi magyar fordításban: Ám hadakozzék más; te, szerencsés Ausztria, ülj nászt! Másnak Mars, néked Vénusz ad új örököt
Hunyadi Mátyás halála után Miksa visszafoglalta Bécset és 1491-ben Pozsonyban békét kötött a magyar korona örökösével, II. Ulászlóval. Udvarát azonban a fenyegetett keleti határszélről a tiroli Innsbruckba helyezte át, amely közelebb is volt németalföldi birtokaihoz. 1500-ban Miksa megörökölte a Görzi Grófságot is. A sikerek mellett a gyors terjeszkedésnek árnyoldalai is voltak: Itáliában hosszas háborúskodásba bonyolódtak a franciákkal (1494-1559), 1499-ben pedig a dornachi csata elvesztése után a svájci Habsburg-birtokok függetlenné váltak. Miksa háborúi és a választófejedelmek lojalitásának biztosítása hatalmas összegeket emésztettek fel, így a császár jelentős mértékben eladósodott (például olyan bankároknál, mint Jakob Fugger). Miksa szakított azzal a hagyománnyal is, hogy a császárokat Rómában koronázzák és II. Gyula pápa jóváhagyásával 1508-ban felvette a választott római császár címet (Erwählter Römischer Kaiser). Apja, Frigyes volt az utolsó császár, akit a pápa koronázott meg Rómában.

## V. Károly és I. Ferdinánd

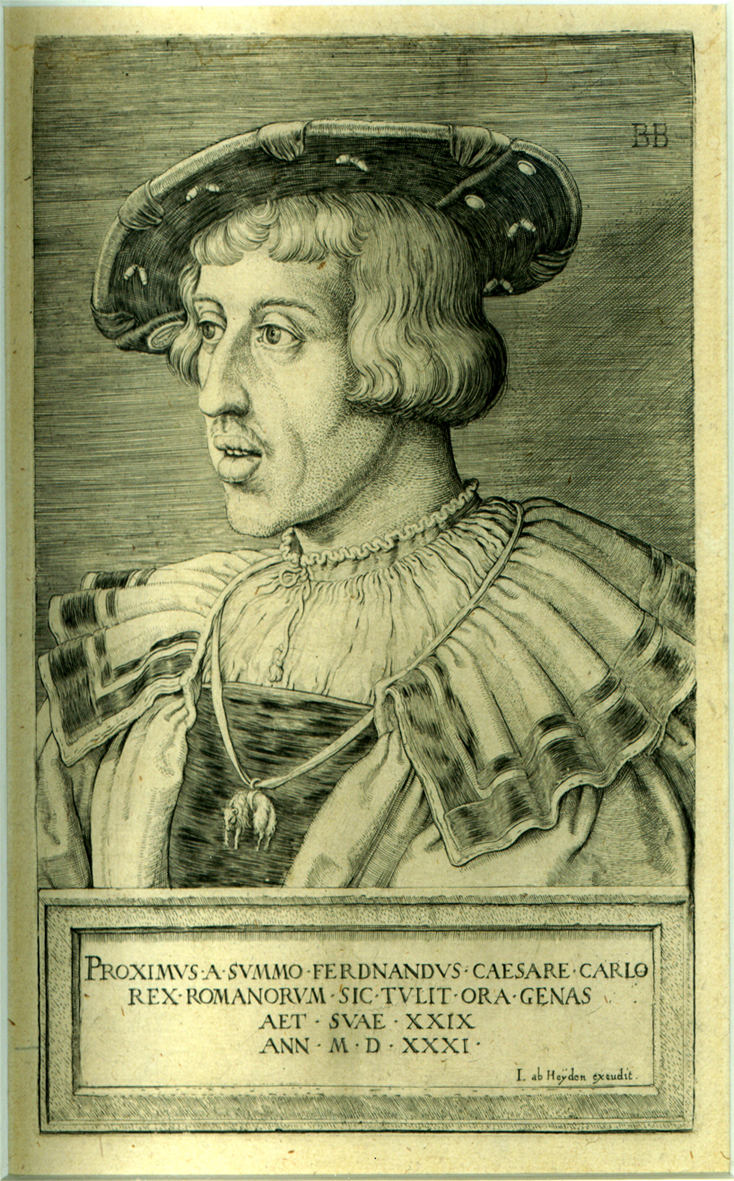
I. Ferdinánd 1531-ben

Miksa fia, Fülöp még 1506-ban meghalt, így amikor 1519-ben elhunyt Miksa, örököse unokája, Károly lett. Károly a nyugati világ legnagyobb hatalmú uralkodója volt: az apjától örökölt kasztíliai és aragón korona mellé (melyek révén ő volt az első valódi spanyol király, aki nem házasság révén, hanem saját vérségi jogán uralkodott) megkapta Ausztriát és Németalföldet, valamint megválasztották német császárnak is. A spanyol korona gyorsan gyarapodó amerikai és távol-keleti (Fülöp-szigetek) gyarmatai miatt róla mondták először, hogy birodalmában soha nem nyugszik le a Nap.
Az 1521-es wormsi birodalmi gyűlés után Károly az osztrák örökös tartományokat (amelyekhez egy évvel később Tirolt is hozzácsatolta), öccse, Ferdinánd gondjaira bízta. Ferdinánd II. Lajos magyar és cseh király nővérét, Jagelló Annát vette feleségül, így amikor az örökös nélküli Lajos 1526-ban a mohácsi csatában elesett, Ferdinánd újabb két, jelentős területű országot csatolhatott a Habsburg-birodalomhoz. Csehországi koronázása 1526-ban rendben le is zajlott, de Magyarországon hosszas polgárháború tört ki hívei és Szapolyai János megkoronázását támogató főurak között. Tényleges uralmat csak az ország nyugati és északi részein gyakorolt, míg keleten Szapolyai volt az úr (annak halála után pedig a formálisan török vazallus Erdélyi Fejedelemség), Magyarország déli és középső részei pedig török megszállás alá kerültek.
V. Károlynak eközben az állandó francia háborúk mellett az 1517-ben megjelenő és Németországban gyorsan terjedő protestantizmus jelentett problémát. Bár a császár az 1521-es wormsi gyűlésen kihallgatta és elítélte Luthert, 1530-ban pedig Augsburgban elutasította az ágostai hitvallást, a Habsburg-hegemóniát ellenző német hercegek 1531-ben a vallás ürügyén létrehozták a schmalkaldeni szövetséget. A török fenyegetés miatt Károly nem fordult azonnal a katonai megoldáshoz, csak miután 1545-ben békét kötött Szulejmán szultánnal, üzent hadat a protestáns fejedelmeknek, akiket le is győzött a mühlbergi csatában. 1555-ben megkötötték az augsburgi vallásbékét, a megfáradt császár azonban egy évvel később lemondott és a hatalmat átadta Ferdinándnak. A Habsburgok birodalma ekkor két részre oszlott: Károly fia, II. Fülöp kapta meg Spanyolországot, Ferdinánd pedig Ausztriát és a császári címet.
Ferdinánd az osztrák tartományokat szétosztotta három fia között: 
- Alsó-Ausztriát és a magyar és cseh koronát II. Miksa kapta
- Felső-Ausztria (Tirol és a németországi Habsburg-birtokok) II. Ferdinándé lett
- Belső-Ausztria pedig II. Károlyé

Az örökös tartományokat 1620-ban három évre III. Ferdinánd főherceg egyesítette ugyan, de az ország véglegesen csak 1665-ben, VI. Lipót idején egyesült újra.

## A török háborúk
A mohácsi csata után a törökök visszavonultak, ám két évvel később visszatértek és 1529-ben Bécset is ostrom alá vették, és csak a tél korai beállta miatt kényszerültek visszavonulásra. Szulejmán 1532-ben újabb kísérletet tett Bécs elfoglalására, ám V. Károly és Ferdinánd a város környékén összevonta seregeit és a törökök Kőszeg ostromával addig időztek, hogy kénytelenek voltak visszafordulni. Magyarország 1547-es felosztása után a végvárrendszerrel megerősített határvidéken állandóvá váltak a csatározások, melyek időnként tényleges hadjáratoknak adták át a helyüket. Ez a helyzet egészen Bécs 1683-as második ostromáig tartott; ezután az osztrákok vezette nemzetközi koalíció egész Magyarországról kiszorította a törököket.

## II. Rudolf és Mátyás

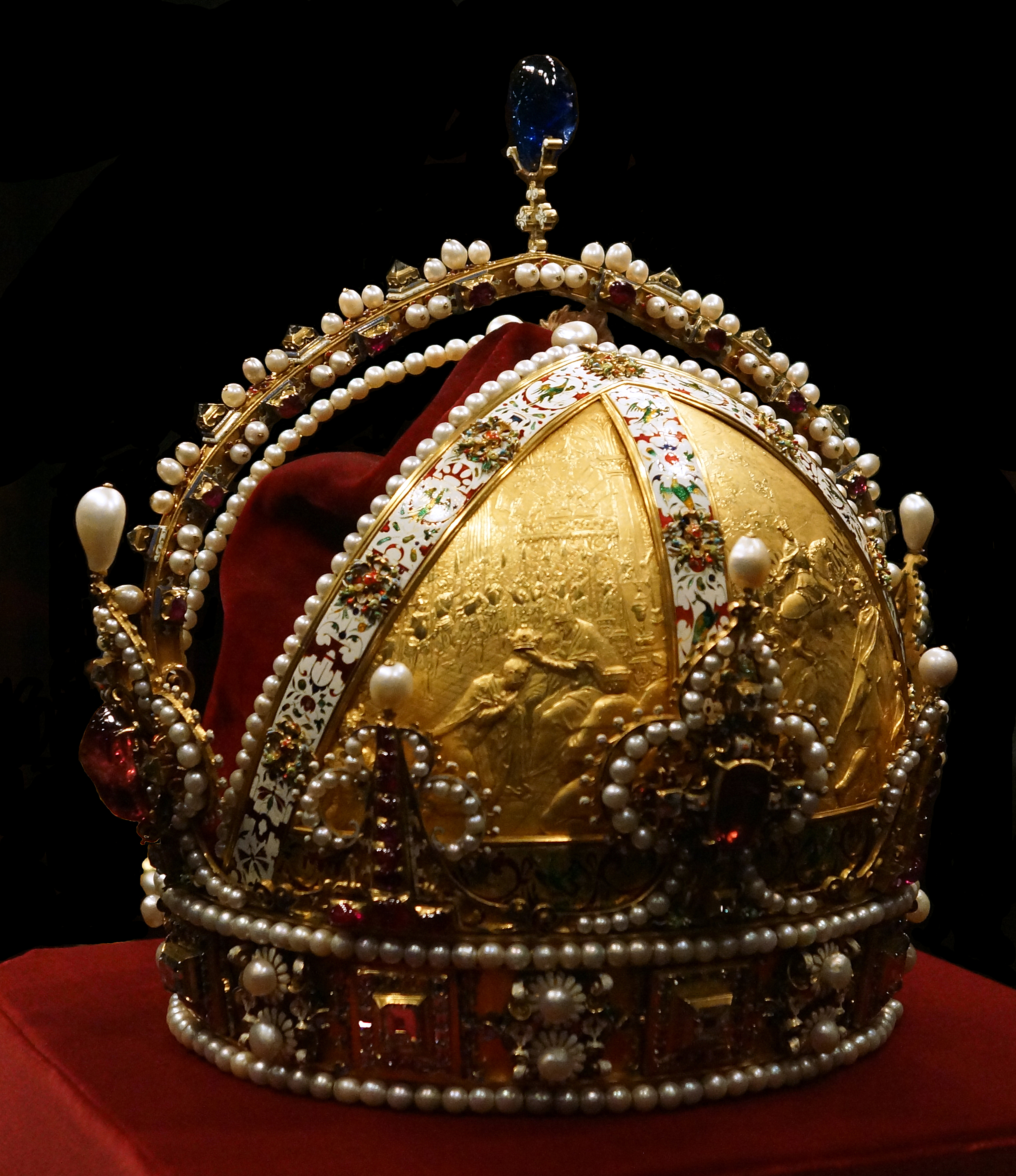
II. Rudolf koronája

II. Miksa legidősebb fia, Rudolf a törökök által veszélyeztetett Bécsből Prágába tette át a székhelyét. Rudolf pártolta a tudományokat és művészeteket, de uralkodóként gyenge volt. A kormányzati feladatokat hat öccse között osztotta szét; Ausztria kormányzását 1593-tól Habsburg Mátyásra bízta. Ugyanebben az évben kitört a törökökkel vívott tizenöt éves háború, amelyben egyik fél sem tudott jelentős előnyhöz jutni, de teljesen kivéreztette Magyarországot. A háborús pusztítás és az ellenreformáció miatt 1604-ben fellángolt a Bocskai-felkelés. Rudolf 1606-ban mind a magyarokkal (bécsi béke), mind a törökökkel (zsitvatoroki béke) békekötésre kényszerült és engedélyezte Erdély vallásszabadságát. A beteg Rudolf átengedte a dinasztia vezetését Mátyás öccsének, aki 1608-ban lemondásra kényszerítette (de 1611-ig cseh király maradhatott kedves Prágájában).
Mátyás (aki visszaköltöztette a fővárost Bécsbe) uralma jórészt lelkes katolikus öccseivel, III. Miksával és III. Ferdinánddal való viszálykodással telt. Az ellenreformáció bajnokai teljes mértékben ki akarták gyomlálni a protestáns vallást a birodalomból és ez a hangulat vezetett 1618-ban ahhoz az eseményhez, amely harminc évre egész Európát tűzbe borította.

## Ellenreformáció és a harmincéves háború

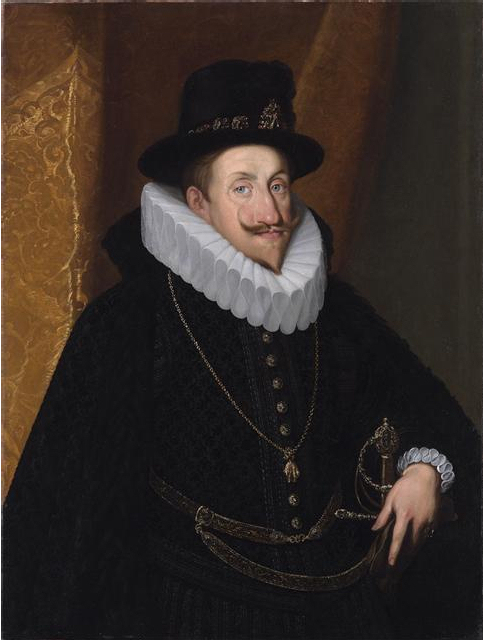
III. Ferdinánd

A 16. században a protestantizmus Ausztriában is elterjedt, de a törökökkel állandóan háborúskodó I. Ferdinánd óvakodott attól, hogy vallási türelmetlenséggel a nép jelentős részét maga ellen fordítsa. A határmenti hercegséget öröklő II. Miksa, II. Rudolf, majd Mátyás folytatta a toleráns politikát és a nemességnek engedélyezte a vallásszabadságot. Tirolban II. Ferdinánd már megengedhette magának, hogy agresszívabb legyen a vallási szakadárokkal szemben. Az ellenreformáció 1595-ben új lendületet kapott, amikor a jezsuiták által nevelt III. Ferdinánd lett Belső-Ausztria uralkodója. 1598-ban Melchior Khleslt nevezték ki bécsi püspöknek, aki kiűzte a protestáns lelkészeket és energikusan támogatta a rekatolizálást. Ferdinánd ellenzett minden engedményt és 1600-ban Grazban és Klagenfurtban tömegesen kényszerítette a protestánsokat vallásuk megtagadására.
1618 májusában a forrongó cseh protestáns nemesség képviselői egy vita hevében kihajították az ablakon a katolikus követeket. Ezzel kezdetét vette a cseh felkelés és a harmincéves háború. A felkelés az osztrákok gyorsan leverték, miután 1620-ban a fehérhegyi csatában döntő győzelmet arattak és utána Csehország függetlenségét teljes mértékben felszámolták. Azonban az északnémet hercegségek, Dánia és Hollandia, valamint később Svédország belépésével a háború folytatódott. A korai katonai sikerek miatt Ferdinánd folytatta elnyomó, vallásüldöző politikáját, amely olyan incidensekhez vezetett, mint a frankenburgi kockázás és az azt követő parasztfelkelés vagy Magdeburg elpusztítása.
III. Ferdinánd 1634-es halálakor a hadiszerencse már a Habsburgok ellen fordult és jóval pragmatikusabb fia, IV. Ferdinánd a következő évben megkötötte az északnémet-svéd koalícióval a prágai békét. A háború ezután Franciaországgal folytatódott és véglegesen csak 1648-ban ért véget a vesztfáliai békével. A békeszerződés jelentősen megnövelte a Német-római Birodalom hercegségeinek önállóságát a császárral szemben. A német földek viszont nagyon sokat szenvedtek a testvérháborúk során, egyes becslések szerint a népesség a felére esett vissza.

## A magyarországi török uralom vége

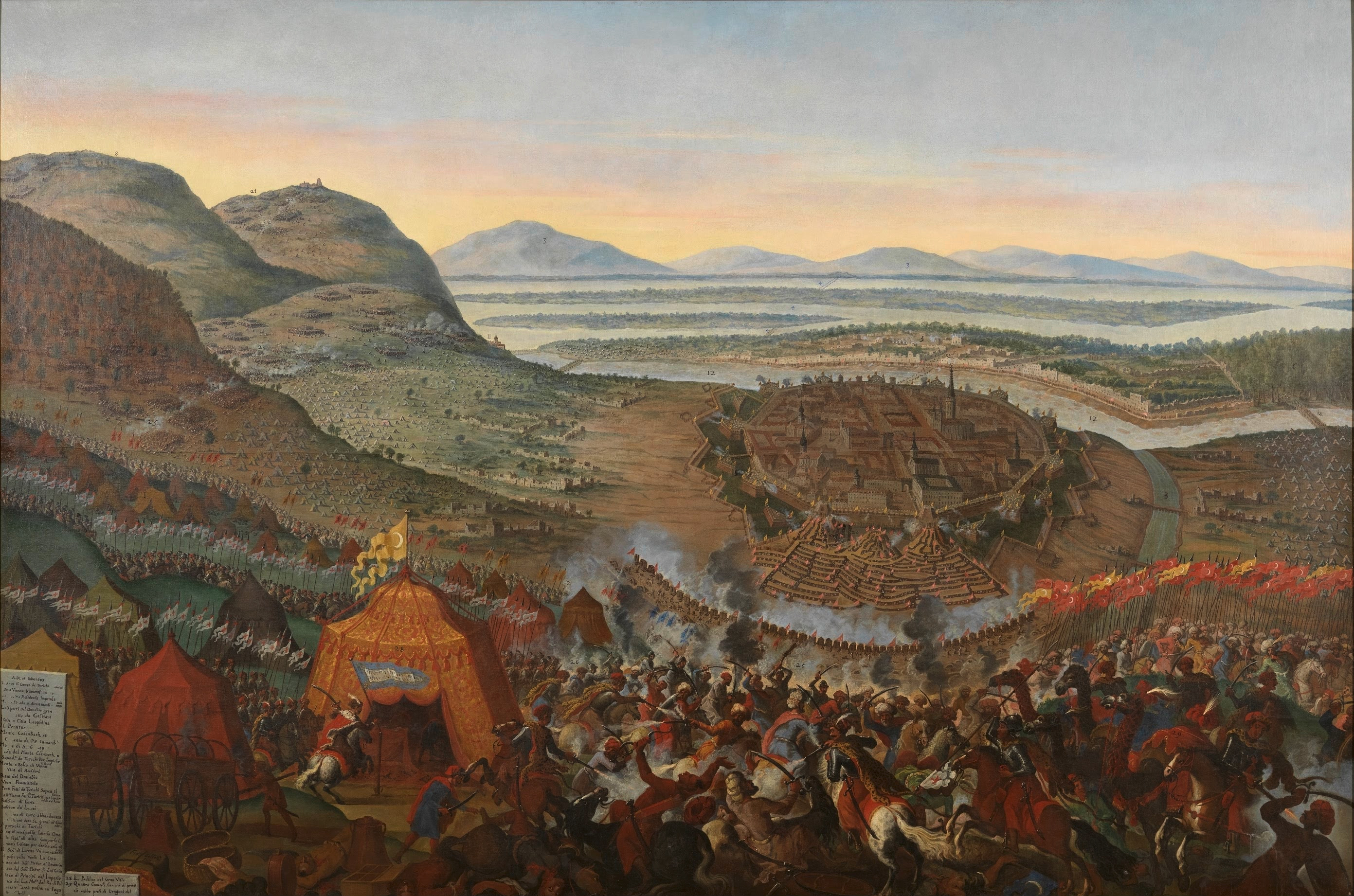
Bécs ostroma

A harmincéves háború pusztításai után Ausztria gazdaságilag és demográfiailag is gyorsan talpra állt, IV. Ferdinánd pedig a művészetek és zene nagy patrónusának bizonyult. Ferdinánd 1657-es halála után fia, VI. Lipót foglalta el a trónt. 1665-ben kihalt a Habsburgok felső-ausztriai ága és a birtokok visszakerültek a császárhoz, így az örökös tartományok újraegyesültek.
Lipót hosszú uralkodása idején az ország ismét számos háborút vívott. Még trónra lépése előtt Ausztria Lengyelország oldalán beavatkozott a második északi háborúba, ahol hozzájárult a svéd szövetséges Erdély vereségéhez.
1663-ban a törökökkel szembeni ellenségeskedés újult ki és a szentgotthárdi csatában jelentős győzelmet is arattak, de a francia nyomásra megkötött vasvári béke olyan hátrányos feltételeket tartalmazott, hogy óriási felháborodást keltett Magyarországon és jelentősen hozzájárult a Thököly-féle felkelés kirobbanásához.
1682-ben a hanyatlóban lévő Oszmán Birodalom egyik utolsó nagy erőfeszítésével hadjáratot indított Ausztria ellen és következő évben megostromolták Bécset. Az osztrákok által szervezett Szent Liga azonban felszabadította a várost és az ezt követő hadjáratok során Magyarország szinte teljes területéről kiűzte a törököket. Ezzel egyidejűleg Erdélyt is a birodalomhoz csatolták, bár Lipót az 1691-ben kiadott Diploma Leopoldianumban biztosította a korábbi fejedelemség rendjeinek politikai és vallásszabadságát. A császár azért is volt engedékeny az újonnan megszerzett keleti területek lakosságával, mert eközben nyugaton a pfalzi örökösödési háborúban Franciaországgal került szembe. Ám alig kötöttek békét a franciákkal 1697-ben, mikor néhány évvel később kihalt a Habsburg-dinasztia spanyol ága és Spanyolország örökösödését illetően újból fellángolt a nagyhatalmak közötti háború.

## A spanyol örökösödési háború
Miután II. Károly spanyol király 1700-ban utódok nélkül halt meg, a spanyol trónra a francia Bourbonok és Habsburg Károly (Lipót császár kisebbik fia) is igényt tartott. A túlságosan megerősödött franciák ellen beléptek a háborúba az angolok, a hollandok és a poroszok is. A háború egy mellékfrontjaként 1703-ban kirobbant a Rákóczi-féle szabadságharc is. A spanyol örökösödési háború 13 éven át dúlt, mialatt 1705-ben meghalt Lipót, majd 1711-ben a trónon utána következő I. József is. Ausztriát és a császári címet VI. Károly örökölte, aki 1714-ben kiegyezett a franciákkal: XIV. Lajos unokája megkaphatta Spanyolország trónját, de cserébe a volt Spanyol-Németalföld (a mai Belgium), Milánó, Nápoly és Szardínia (utóbbit 1720-ban elcserélték Szicíliáért) Ausztriához került.

## A Pragmatica Sanctio
Bátyja halála után Károly maradt a Habsburg-család egyetlen férfi tagja. Az osztrák birodalom jövője érdekében 1713-ban kiadott egy ediktumot, a Pragmatica Sanctiót, melyben lehetővé tette a leányági örökösödést és a birodalom országait szétválaszthatatlannak hirdette meg. Ezután Károly kül- és belpolitikájának legfontosabb célja az volt, hogy ediktumát elfogadtassa országaival és a nagyhatalmakkal. A belső tárgyalások 1723-ra zárultak le teljesen, ami pedig a külföldet illeti, Károly kész volt arra, hogy akár területi veszteségeket is elviseljen idősebb lánya, Mária Terézia biztos örökösödésének biztosítására. Mint utólag kiderült, a nagyhatalmi ígéretek értéktelenek voltak. Hasonlóan fontos kérdés volt Mária Terézia házassága; a császár végül hosszas politikai fontolgatás után Ferenc István lotaringiai herceget választotta vejéül.
Eközben Ausztria több háborút is vívott, 1718–1720-ban a négyes szövetség háborújának eredményeképpen elcserélte Szardíniát Szicíliáért, amit majd 1733-ban a lengyel örökösödési háborúban feladtak a kicsiny Pármai Hercegségért, és a spanyolok és franciák ígéretéért, hogy elismerik a Pragmatica Sanctiót. A törökökkel szemben sikeres volt az 1716–1718-as hadjárat, ám az 1737–1739-es háborúban elvesztették Belgrádot. Virágzott a barokk kultúra és építészet, ekkor épült a bécsi Belvedere palota és a Károly-templom.

## Mária Terézia

### Háborúi

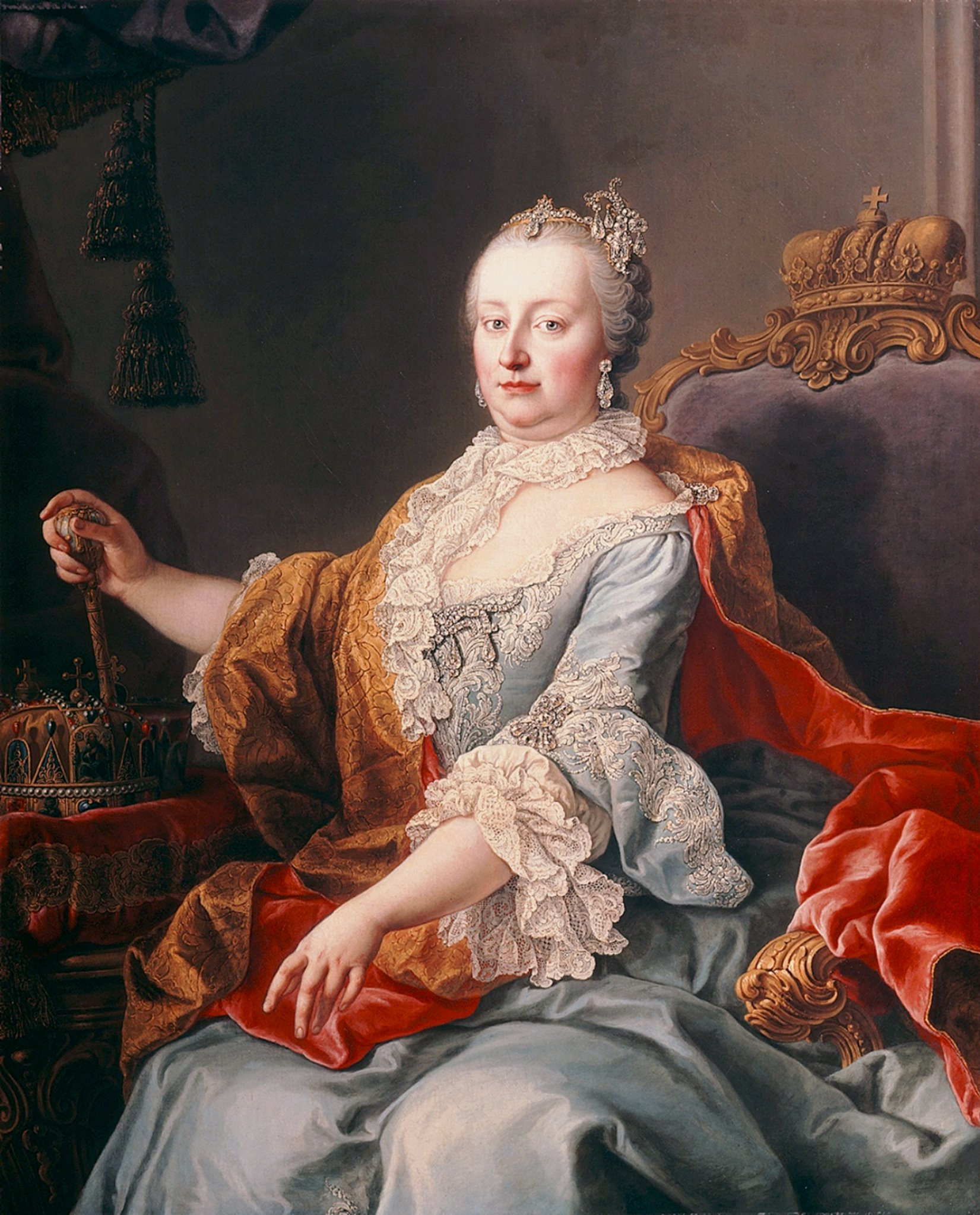
Mária Terézia

1740-ben meghalt VI. Károly és ezzel kihalt a Habsburg-ház férfiága. A 23 éves Mária Terézia megörökölte a dinasztia birtokait, de a császárrá a bajor VII. Károlyt választották (az egyetlen nem Habsburg császár 1440 és 1806 között). Az európai nagyhatalmak azonnal kihasználták vetélytársuk gyengeségét, alig egy hónappal a királynő trónra lépése után Nagy Frigyes porosz csapatai megszállták Sziléziát, VII. Károly pedig bejelentette igényét az örökös tartományokra és Csehországra. Károlyt Franciaország is támogatta, amely Flandriát szerette volna megszerezni. Ausztriát Oroszország, Nagy-Britannia és Hollandia támogatta (nem túl lelkesen). A háború nyolc évig tartott és Mária Terézia végül Szilézia nagy részének elvesztése árán elismertette örökösödésének jogosságát.
1745-ben meghalt VII. Károly és a választófejedelmek Mária Terézia férjét, az immár Habsburg-Lotaringiai Ferencet emelték német uralkodóvá.
Az osztrák uralkodó nem mondott le Sziléziáról és az elkövetkezendő háborúhoz igyekezett szövetségeseket keresni. A bizonytalan angolok és hollandok helyett 1756-ban sikerült Franciaországgal védelmi szövetséget kötni. A bekerítéstől félő Poroszország még ugyanebben az évben megelőző támadást mért Szászországra és megkezdődött a hétéves háború. Bár a poroszok rendkívül jól védekeztek a sokszoros túlerő ellenében, 1762-re teljesen kimerültek és területük egy részét már orosz és osztrák csapatok szállták meg. Az összeomlás küszöbén azonban meghalt Erzsébet cárnő és utódja a poroszok, és különösen Nagy Frigyes iránt rajongó III. Péter lett, aki azonnal békét kötött példaképével és katonai segítséget is nyújtott neki. Poroszország így már képes volt eredményesen védekezni Ausztria ellen és a sziléziai fronton a háború eldöntetlenül végződött.
Ausztria megmaradt a francia szövetségnél, amit 1770-ben Mária Terézia lánya, Mária Antónia és a francia trónörökös közötti házassággal erősítettek meg. Az 1768-1774-es orosz-török háborúban Oroszország a Fekete-tenger teljes északi partvidékét megszerezte, amiért Ausztria és Poroszország a nagyhatalmi egyensúlyt megőrző kompenzációt követelt. Ez vezetett Lengyelország első felosztásához, melyben Galícia osztrák fennhatóság alá került.
1777-ben kihalt a bajor Wittelsbach-dinasztia főága és az utódlás Poroszország és Ausztria között a bajor örökösödési háborúhoz vezetett. Az egy évig tartó háborúskodás révén mindkét fél kisebb területi nyereséghez jutott, Bajorországot pedig a Wittelsbach-ház egyik mellékágából származó Károly Tivadar herceg kapta meg.

### Reformjai

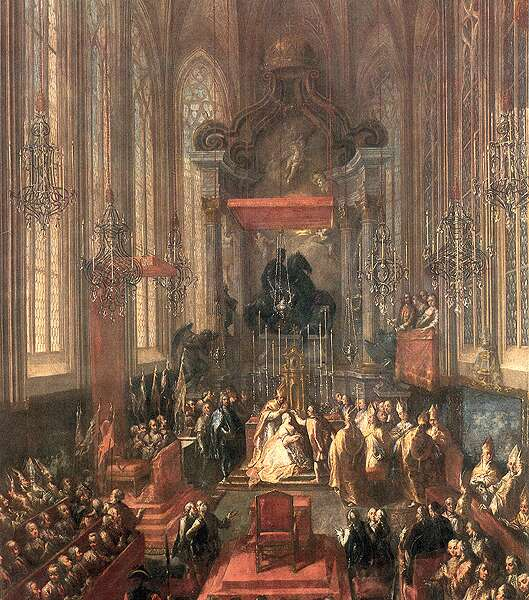
Mária Terézia magyar királynővé koronázása

Mária Terézia és Ferenc mélyen vallásos, konzervatív uralkodók voltak, az abszolutizmus hívei; emellett azonban gyakorlatias szemlélettel kezelték országaik problémáit és jó néhány, már régóta aktuális reformot bevezettek.
Gazdasági reformjaival rendbetette a háborúskodások során kiürült kincstárat. Az örökös tartományokban bevezette a nemesek adókötelezettségét; Magyarországon is próbálkozott vele, de ott a jóval erősebb ellenállás miatt felhagyott evvel a tervével. Központosította az addig a nemesek és az egyház által intézett államigazgatást és a porosz példa után professzionális hivatalnokokra bízta azt. A francia Conseil d'État mintájára 1761-ben felállította a Staatsratot, amely az uralkodó tanácsadó testületéül szolgált. A birodalom gazdaságát magas vámokkal védte és a már meglévő munkamegosztás elmélyítésére csökkentette az örökös tartományokban az iparcikkek, Magyarországon a mezőgazdasági termékek kiviteli vámját.
Országai versenyképességének fokozására fontos oktatási reformokat vezetett be. 1746-ban megalapította a Theresianum nevelőintézetet, 1749-ben pedig állami irányítás alá vonta a jezsuita tanárok által dominált Bécsi Egyetemet. Kivették az oktatást a jezsuita rend kezéből és új közoktatási rendszert vezettek be, amely előírta, hogy minden 6 és 12 év közötti gyereknek iskolába kell járnia. Ez a reform azonban a nemesség és parasztság együttes ellenállásával találkozott és nem sikerült teljes mértékben végrehajtani; Ausztria egyes részein még a 19. század közepén is csak a lakosság fele tudott írni és olvasni.
Mária Terézia a Codex Theresianus révén új polgári törvénykönyvet is kibocsátott. Megtiltotta a boszorkánypereket és a bíróságokon a kínzást. A birodalom ritkán lakott vidékeire, mint Bukovinába és Magyarország korábban török megszállás sújtotta déli-délkeleti régióiba németeket és szlovákokat telepített.
1765-ben Ferenc meghalt és helyette Mária Terézia legidősebb fiát, II. Józsefet választották meg német-római császárnak. József egyúttal anyja mellett társuralkodó is volt, bár sok kérdésben nem egyezett a véleményük. Mária Terézia pragmatikusabb volt, aki óvatosan kezelte az érzékeny kérdéseket, míg József határozottan, az általa optimálisnak tartott módon és az érintettek véleményének figyelembe vétele nélkül döntött.

## II. József és II. Lipót

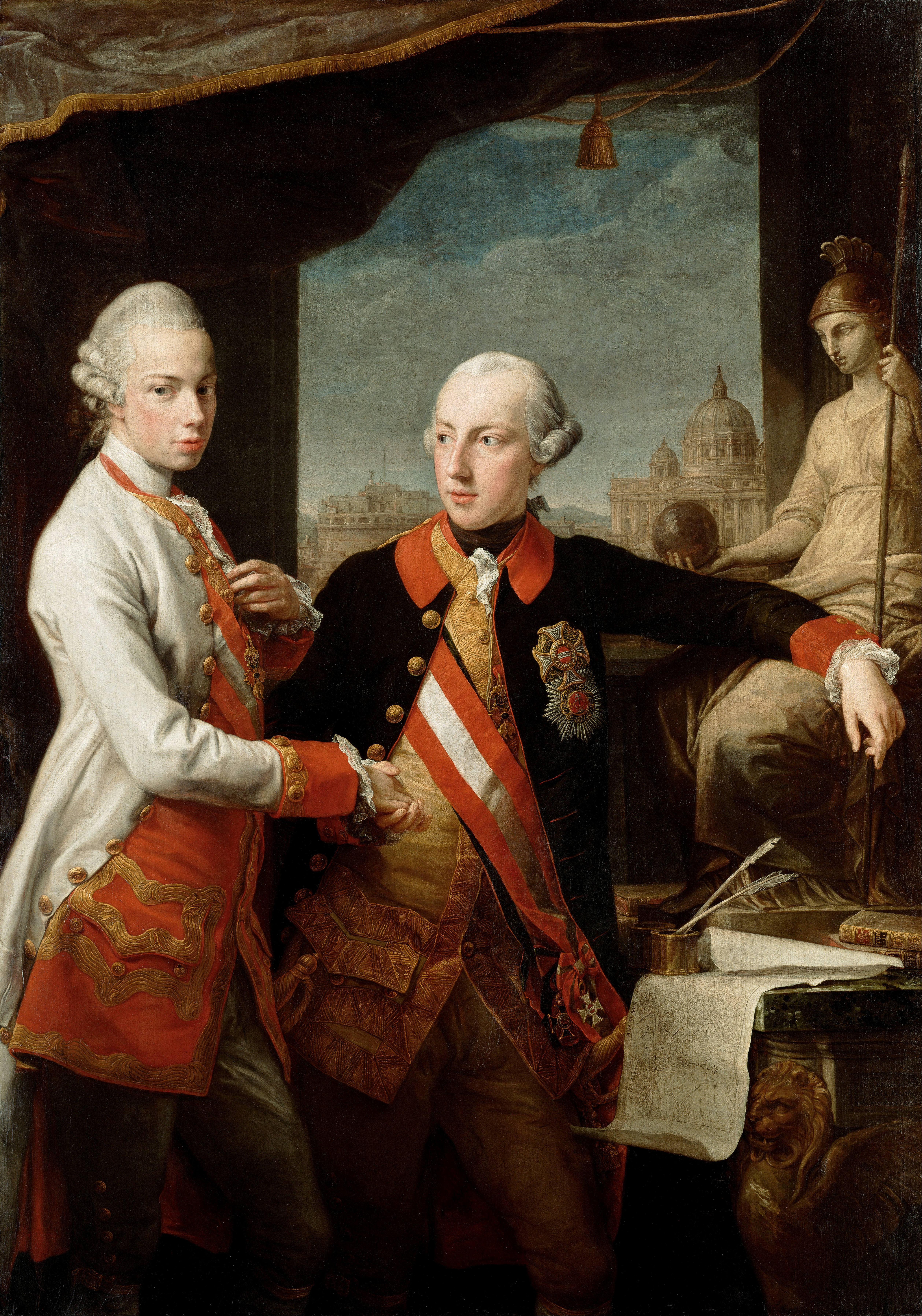
II. József és öccse, Lipót (Pompeo Battini képe, 1769)

Mária Terézia 1780-ban halt meg, címeit és birtokait József örökölte. József tipikus képviselője volt a 18. század végének felvilágosult abszolutista uralkodóinak. Rendeletekkel kormányzott (Magyarországon nem is koronáztatta meg magát, hogy a koronázási eskü ne kösse meg a kezét), melyeket fáradhatatlan tempóban bocsátott ki, átlagosan naponta kettőt. József célja az volt, hogy modernizálja Franciaországhoz, Poroszországhoz és Angliához képest középkorban rekedt birodalmát, de eközben nem volt figyelemmel alattvalói érzékenységére (gazdasági okokból megtiltotta például a koporsós temetkezést), sem közigazgatásának teherbírására. Többek között minden országában a németet vezette be a közigazgatás nyelveként, uniformizálta a költségvetés könyvelését, átszervezte és egyszerűsítette az államszervezetet, bezáratta a hasznos tevékenységet nem végző kolostorokat, eltörölte a jobbágyok terheit és a magyar nemességre is kiterjesztette az adókötelezettséget.
Reformjai nagy része azonban alattvalói ellenállásán megbukott és Brabantban felkelés is tört ki miattuk. A törökök elleni sikertelen háború is növelte az általános elégedetlenséget és a súlyos betegségtől gyötört József halála előtt visszavonta rendeletei nagy részét. 1790-ben hunyt el és mivel gyermeke nem volt, Lipót öccse követte a trónon.
Lipót megkoronázása után kiegyezett a forrongó magyarokkal és brabantiakkal és 1791-ben békét kötött az Oszmán Birodalommal. Országaiban sikerült helyreállítania a nyugalmat, de a külpolitikát illetően újabb krízissel kellett szembenéznie a francia forradalom radikalizálódása miatt. Ausztria Poroszországgal és Szászországgal karöltve igyekezett nyomást gyakorolni Franciaországra, bár Lipót igyekezett elkerülni a nyílt fegyveres konfliktust. 1792 márciusában azonban meghalt, a franciák pedig egy hónappal később hadat üzentek az őt követő II. Ferencnek.
Ausztria – és különösen Bécs – ekkoriban az európai kultúra egyik fellegvárának számított, ez volt Haydn és Mozart kora, a német opera egyik aranykora.

## A napóleoni háborúk

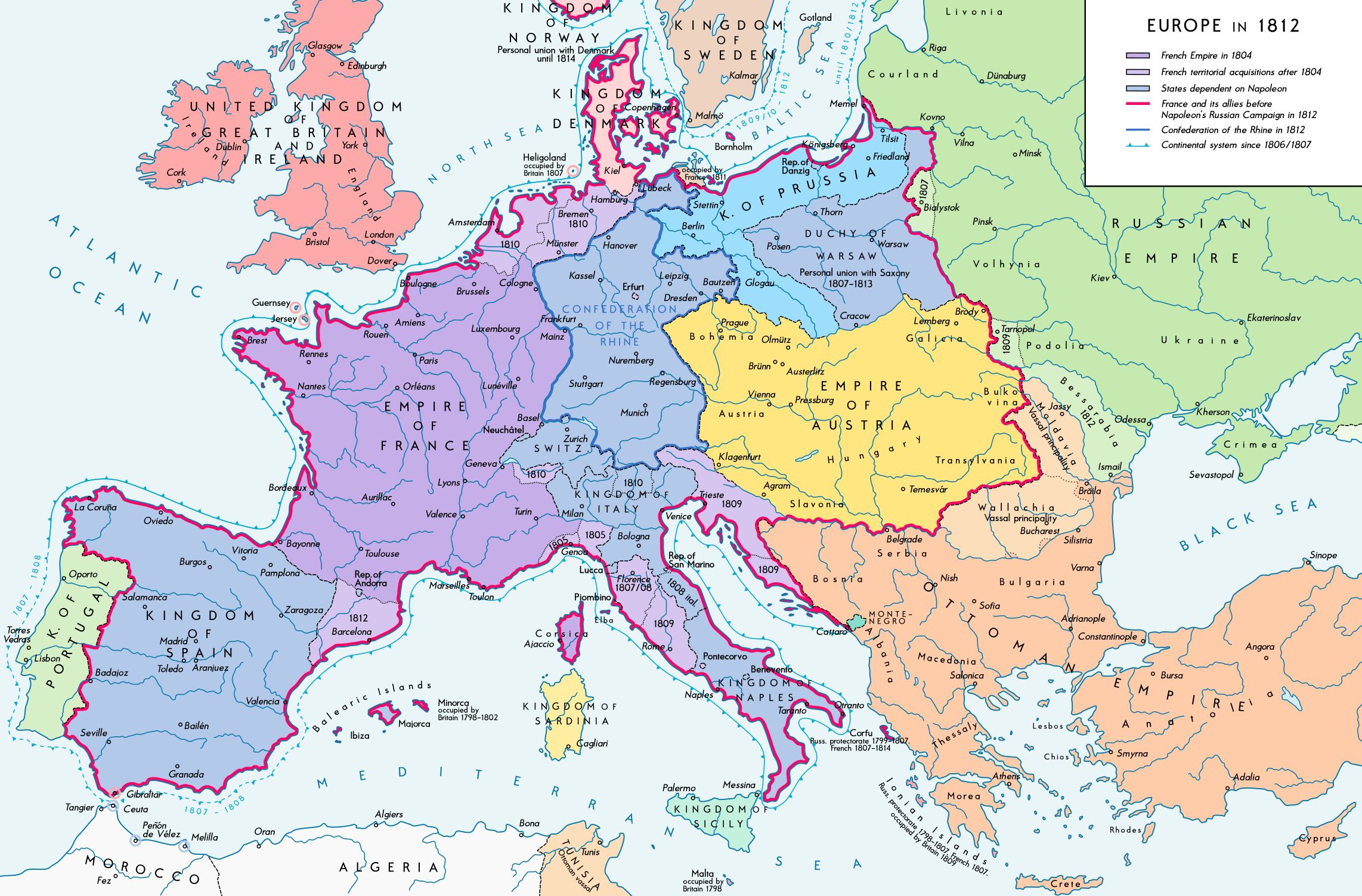
Európa 1812-ben

Az európai nagyhatalmak – Ausztria, Nagy-Britannia, Hollandia, Spanyolország és Poroszország – felvették a harcot a radikális francia forradalommal és 1792-ben megindult az első koalíciós háború. Az első sikerek után azonban a franciák kerekedtek felül, 1792 végén megszállták Flandriát és több csatában vereséget mértek az osztrákokra. A koalíción belüli feszültségeket fokozta, hogy 1793-ban, Lengyelország második felosztásakor Ausztriát teljesen kihagyták az osztozkodásból. Rövid időre sikerült visszafoglalni Németalföldet, de aztán a franciák 1794-ben végleg kiűzték innen az osztrák csapatokat. 1795-ben, Lengyelország végleges feldarabolásánál Ausztria megkapta Krakkót és Lublint, viszont a francia háború egyre rosszabbra fordult, Hollandia és Spanyolország kénytelen volt békét kérni Párizstól. 1796-ban a franciák elfoglalták Bajorországot, Észak-Olaszországban pedig Bonaparte tábornok minden ellenállást elsöpörve már-már Bécset fenyegette. 1797-ben Ausztria békét kötött a franciákkal, feladta Németalföldet és Lombardiát, cserébe megkapta a feldarabolt Velencei Köztársaság egy részét.
A béke nem tartott sokáig, már a következő évben kitört a második koalíciós háború; az osztrák–orosz–brit–nápolyi szövetség harca a franciák ellen. A háborúban nyilvánvaló volt a francia fölény és néhány elveszített csata után Ausztria 1801-ben megkötötte a lunéville-i békét.
Miután 1804-ben Napóleon francia császár lett, látva a Német-római Birodalom végét, Ferenc is kikiáltotta az Osztrák Császárságot; így két éven át, a Német-római Birodalom formális megszűnéséig kettős császár volt.
1805-ben kitört a harmadik koalíciós háború a franciák ellen, de Napóleon Austerlitznél legyőzte az osztrák–orosz szövetséget és utána bevonult Bécsbe. A pozsonyi békeszerződésben az osztrákok elveszítettek Dalmáciát, Velencét és Tirolt. Ausztria kimaradt a negyedik Napóleon-ellenes háborúból, de amikor a franciák 1808-ban megbuktatták a spanyol uralkodót, mégis hadat üzentek (ötödik koalíciós háború). Miután az oroszok ezúttal a franciák szövetségesei voltak, Ausztria helyzete reménytelen volt, és Napóleon hamarosan újra elfoglalta Bécset. A schönbrunni békében Ausztria elvesztette Salzburgot, lengyel területei nagy részét, valamint Karintia és Stájerország jelentős területeit. Gyakorlatilag francia kliensállammá süllyedt, 1810-ben Ferenc lánya, Mária Lujza házasságot kötött Napóleonnal. 1811-re Ausztria gazdaságilag csődbe jutott és papírpénze gyorsan veszített értékéből.
Napóleon 1812-es katasztrofális orosz hadjárata után új szövetség formálódott ellene, amelyhez 1813 augusztusára Ausztria is csatlakozott és kitört a hatodik koalíciós háború. A franciák döntő vereséget szenvedtek a lipcsei csatában, a koalíciós csapatok megszállták Franciaországot, Napóleon pedig 1814 márciusában lemondott. Bár a volt francia császár 1815-ben visszatért, a waterlooi csatában végleges vereséget szenvedett. Az győztes hatalmak az új európai rendet a bécsi kongresszuson hozták létre.
Ferenc császár és kancellárja, Metternich belpolitikáját a konzervativizmus, represszió és a forradalom mindenáron való elkerülése jellemezte. Erős cenzúrát vezetett be és ellenállt minden liberális vagy alkotmányos politikai változtatásnak. Oroszországgal és Poroszországgal közösen létrehozta a forradalmi mozgalmak elfojtására irányuló Szent Szövetséget. A felszín alatt azonban erős liberális és nacionalista mozgalmak értek, melyek az 1848-as forradalmak idején elemi erővel törtek elő.
Ferenc 1835-ben meghalt és legidősebb fia, a könnyen befolyásolható (egyes vélemények szerint gyengeelméjű) Ferdinánd követte a trónon.

## Forradalmak
Az 1848-as párizsi forradalom kitörése után Bécsben is tüntetések kezdődtek. Március 13-án Metternich lemondásra kényszerült és Londonba szökött. A császár eltörölte a cenzúrát és teljes sajtószabadságot, valamint alkotmányt ígért (amely azonban soha nem lépett érvénybe). Ausztria képviselői részt vettek a Német Konföderáció Frankfurtban tartott májusi parlamenti ülésén, és júliusban a Téli Lovasiskola lovardájában összegyűlt az első választott osztrák parlament. Időközben forradalmak törtek ki Pest-Budán, Milánóban és Prágában is, ahol pánszláv kongresszust szerveztek. A konzervatív erők azonban a hadsereg segítségével visszanyerték a hatalmukat Bécsben, Radetzky marsall leverte az észak-itáliai lázadást, Windischgrätz herceg pedig Csehországban állította helyre a rendet. A magyar forradalom leverésére induló csapatok ellen október 6-án újból fellázadtak a bécsiek. Decemberben a bécsi udvar lemondatta a válság kezelésére alkalmatlan Ferdinándot és helyette unokaöccsét, a 18 éves Ferenc Józsefet koronázták császárrá. A magyarok felkelésével azonban ő sem boldogult és 1849-ben kénytelen volt az orosz cár segítségéért folyamodni; az osztrák és orosz csapatok augusztusra leverték a magyar forradalmat. Miklós cár számított arra, hogy 1853-ban, a krími háború kitörésekor az osztrákok viszonozzák a szívességet, azonban Ausztria semleges maradt és a két ország viszonya jelentősen lehűlt.
Az 1850-es években jelentősen megerősödött az olasz egyesítési mozgalom. A Szárd-Piemonti Királyság szövetséget kötött Franciaországgal és 1859-ben háborút provokált Ausztriával. Az osztrákok több vesztes csata után júniusban döntő vereséget szenvedtek Solferinónál és kénytelenek voltak feladni Lombardiát. 1860-ban Garibaldi megdöntötte a Nápolyi Királyságot és a szárd–piemonti királyt egész Itália uralkodójává koronázták.

## A kiegyezés

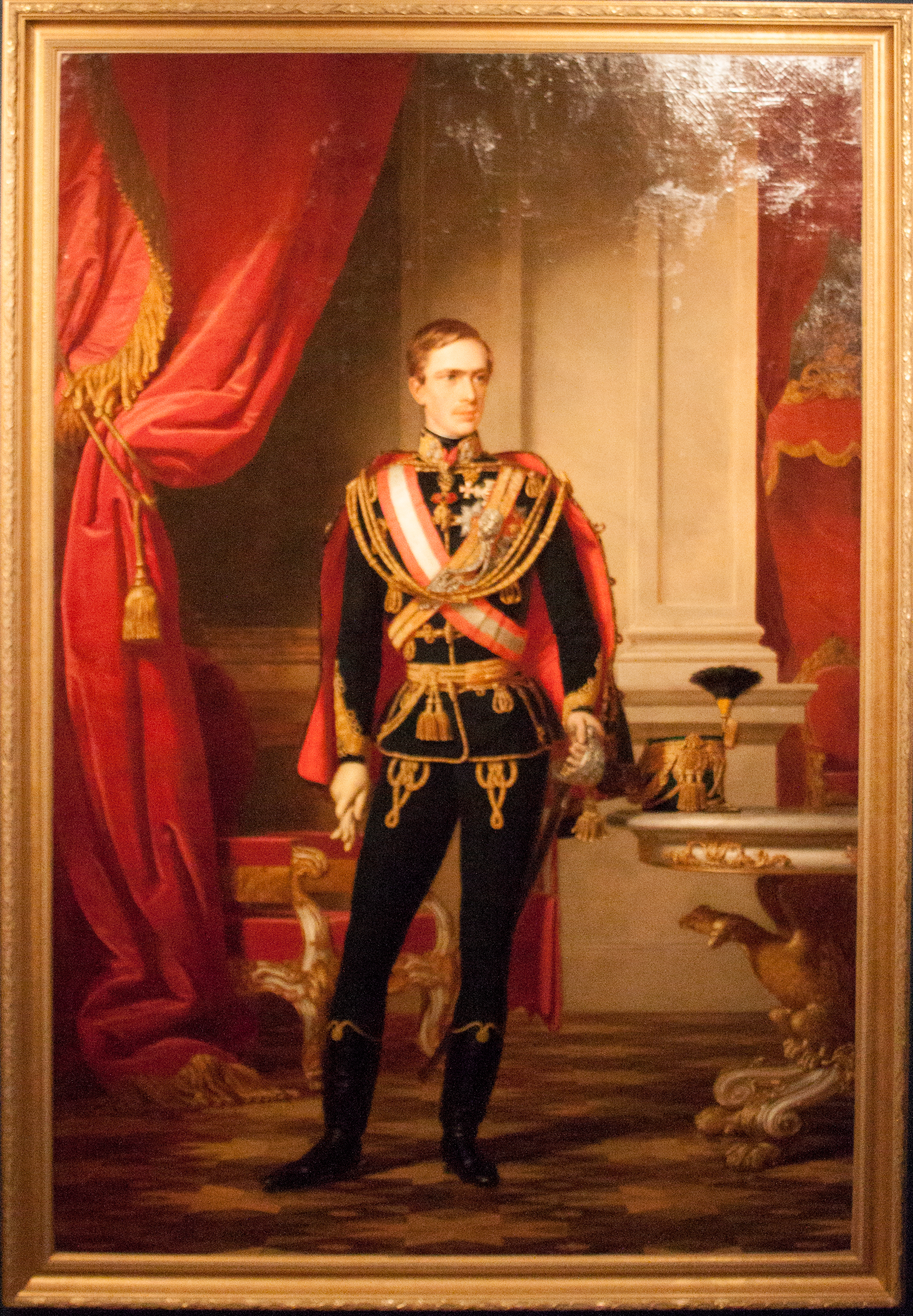
Ferenc József (Barabás Miklós, 1852)

Ezek az események aláásták az Osztrák Császárság tekintélyét. A kormány abszolutista, reakciós politikája nem hozta meg a várt stabilitást és a katonai közigazgatás hatalmas költségekkel járt. Ferenc József belátta, hogy politikai engedményeket kell tennie, lemondatta több miniszterét és 1860 októberében az októberi diplomával kísérletet tett az alkotmányos monarchia bevezetésére, majd a magyarok elégedetlensége miatt a következő évben a februári pátenssel véglegesítette az új berendezkedést és létrehozták a kétkamarás parlamentet (Reichsrat).
1864-ben Ausztria Poroszország oldalán részt vett a második schleswigi háborúban, ahol a poroszok elragadták Dániától Schleswiget, míg Holstein formálisan osztrák fennhatóság alá kellett volna kerüljön, de erre nem került sor.
A 19. században a nacionalizmus erősödésével aktuálissá vált a németek egy országban való egyesülése. Mind Ausztria, mind Poroszország versengett az egyesülés vezető szerepéért, de Bécs háborús kudarcai csökkentették tekintélyét. Az 1860-as évek közepére Bismarck, a porosz kancellár elérkezettnek látta az időt a kérdés eldöntésére. Szövetséget kötött a Velence és Veneto megszerzését fő külpolitikai prioritásának tekintő Olasz Királysággal, és Holstein vitatott helyzetét kihasználva 1866-ban belnémet háborút provokált az osztrákokkal. A porosz hadsereg a königgrätzi csatában döntő győzelmet ért el. Bár az olasz fronton Ausztria teljes sikert ért el, de amikor a poroszok már Bécset fenyegették, békét kellett kérnie. Ausztria elvesztette Velencét és a lehetőséget, hogy az egyesült Németországnak Bécs legyen a fővárosa.
A birodalom gyengeségét kihasználva, a magyar politikusok, Deák Ferenc és Andrássy Gyula fokozták nyomásukat a bécsi udvarra. Fennállt a lehetősége, hogy porosz támogatással a magyarok újból fellázadjanak, sőt az 1848-as forradalom hőse, Klapka György Bismarck jóváhagyásával magyar légiót szervezett, amely be is lépett az ország területére. Ilyen körülmények között Ferenc József hajlott a kompromisszumra és 1867-ben létrejött a kiegyezés (Ausgleich). Az ország neve Osztrák–Magyar Monarchiára változott, Magyarország jelentős autonómiát kapott, maga intézhette belügyeit, de a pénz-, kül- és hadügyeket továbbra is Bécsből irányították. 1867 decemberében a birodalom nem-magyar, Reichsratban képviselt részei számára kiadták az alapjogaikat biztosító új alkotmányt.

## Osztrák-Magyar Monarchia
Bécs nem használta ki az 1870-es porosz–francia háborút, hogy revansot vegyen; 1871-től, Andrássy Gyula külügyminiszterségétől kezdve, pedig igyekezett javítani kapcsolatait az immár egyesült Németországgal. 1879-ben katonai szövetséget is kötöttek (kettős szövetség, Zweibund), ami 1882-ben kibővült Olaszországgal (hármas szövetség). 1878-ban a Monarchia megszállta Bosznia-Hercegovinát, melynek területét az 1877-78-as orosz-török háború során létrehozott balkáni államok elvágták az Oszmán Birodalom többi részétől. A megszállás tovább rontotta a viszonyt a Balkánon terjeszkedni kívánó Oroszországgal.
A 19. század második felében jelentősen nőtt az osztrák gazdaság, terjeszkedtek a városok, épületek a vasútvonalak. Ausztria iparosodott országgá vált, bár a hegyi régióiban továbbra is a mezőgazdaság maradt a domináns. Az ország fejlődését az 1873-as bécsi világkiállításon mutatták be.
A politikai életet a konzervatív és a liberális pártok dominálták. Utóbbi 1873-ban több frakcióra bomlott, kiváltak belőle a radikális progresszívak és a jobboldali alkotmányos nagybirtokosok. Az 1880-as választási törvény kiszélesítette a szavazók rétegét (a nők közül csak a birtokkal rendelkezők szavazhattak) és több párt is alakult, mint a Keresztényszocialista Párt, a Szociáldemokrata Munkáspárt vagy a pánnémet Német Liberális Párt. 1907-ben Ausztriában bevezették az általános (férfi) választójogot. A csehek és a délszlávok törekedtek arra, hogy a dualista Monarchiát „trialistává” alakítsák át, ahol a szláv elemeknek nagyobb önállósággal bírnak, de ezek tervek a magyar ellenállás miatt rendre elbuktak.
Bécs a 19. század végén, a 20. század elején az európai kultúra egyik központja volt. Olyan tudósok és művészek éltek és alkottak itt, mint Johann Strauss, Gustav Mahler, Sigmund Freud, Ernst Mach, Otto Wagner, Gustav Klimt, Karl Kraus vagy Arthur Schnitzler.
A Monarchia viszonya a szerb egységet megteremteni kívánó Szerb Királysággal általában rossz volt, és ez időnként az ellenségességig fajult, mint az 1906-os vámháború („disznóháború”) vagy Bosznia 1908-as annexiója idején. A helyzet azonban alapvetően megváltozott, mikor egy szerb nacionalista, Gavrilo Princip 1914 júniusában meggyilkolta a Szarajevóba látogató osztrák trónörököst, Ferenc Ferdinándot és feleségét.

## Az első világháború

Ausztria-Magyarország etnikai csoportjai

A Monarchia úgy vélte, hogy saját délszláv nemzetiségeinek féken tartása érdekében feltétlenül erőt kell demonstrálnia és (német szövetségesével való konzultáció után) előbb elfogadhatatlan ultimátumot intézet Szerbiához, majd hadat üzent. A konfliktus gyorsan világméretűvé eszkalálódott, miután előbb Szerbia oldalán Oroszország, majd Ausztria mellett a Német Birodalom, majd Franciaország és Anglia is belépett a háborúba. Az osztrák-magyar hadsereg nem volt felkészülve ilyen nagyságrendű konfliktusra. Szerbiát csak egy év alatt és német-bolgár segítséggel tudta megszállni, Galíciában pedig súlyos veszteségeket szenvedett és kénytelen volt nagy területeket feladni; itt is német segítségre szorult a katasztrófa elhárítására. Az 1916-os Bruszilov-offenzíva és Románia hadüzenete után a kezdeményezés és a hadmozdulatok irányítása már végleg a németek kezébe jutott. Miután Olaszország is belépett a háborúba az antant oldalán, az osztrák-magyar hadsereg a Tirolban kiépített erődvonalra és az Isonzó folyóra támaszkodva képes volt 12 csatában feltartóztatni az olasz támadásokat. 1917 végén Németország segítségével áttörték az olasz frontot, benyomultak Friuliba, elfoglalták Veneto régiót a Piave folyóig, de a következő év nyarán az újabb offenzíva  már összeomlott. A nyugati fronton Ausztria csak korlátozott erőkkel tudott részt venni.
Az osztrákokon és magyarokon kívül a soknemzetiségű birodalom többi népe egyáltalán nem támogatta a háborút. Az osztrákok lelkesedése is gyorsan csökkent, különösen a háború késői éveiben, amikor már a hátország is éhezett. A katonai és gazdasági nehézségek szétzilálták az ország jövőjébe vetett hitet, és miután a kettős monarchiát szimbolizáló Ferenc József 1916-ban meghalt, világossá vált, hogy vereség esetén a birodalom szétesik.
Ferenc József utóda, I. Károly 1918 októberében megkísérelte föderális alapon újjászervezni a Monarchiát és felhívta népeit, hogy ebből a célból nemzetiségi tanácsokat szervezzenek. Ezek azonban nemzeti tanácsokká alakulva legalizálták a függetlenségi törekvéseket.
1918. november 3-án Ausztria-Magyarország az olaszországi Padova mellett, a Villa Giustiban aláírta a fegyverszüneti megállapodást, elismerve háborús vereségét.

## Az első köztársaság
Ausztriában 1918. október 21-én megalakult az Ideiglenes Nemzetgyűlés (Provisorische Nationalversammlung für Deutschösterreich), 1919. február 19-én pedig választásokat tartottak. 1918 októberben elfogadták az ideiglenes új alkotmányt és Német-Ausztria (Deutschösterreich) néven kikiáltották a köztársaságot, amely azonban az alkotmány szerint csatlakozni fog majd a megalakuló Német Köztársasághoz. Károly császár visszavonult, bár formálisan nem mondott le a trónról. A februári választásokat a szociáldemokraták nyerték meg, akik a keresztényszocialistákkal koalíciót alkottak és fenntartották az osztrák-német csatlakozást. Az 1919 szeptemberében aláírt saint-germaini béke azonban megtiltotta az egyesülést és egyben meghatározta az ország új határait is. Ausztria elvesztette valamennyi nemzetiségi területét (Cseh-és Morvaországot, Galíciát, Bukovinát, Dalmáciát, Isztriát és Krajnát), de olyan német többségű területeket is mint a Szudétavidék vagy Dél-Tirol. A Monarchia 12 milliós németajkú lakosságából az új Osztrák Köztársaság csak 6,5 milliónak adott otthont. A magyar mezőgazdaság vagy a cseh ipar háttere nélkül sokan kétségbe vonták a „csonkaország” életképességét, még a győztes hatalmak is lemondtak a jóvátételről, mert úgy ítélték meg, hogy Ausztria képtelen lenne azt kifizetni. 1921-ben a helyi népszavazásokon Tirol és Salzburg 98%, illetve 99%-ban a Németországhoz való csatlakozásra szavazott, de a békeszerződés ezt nem tette lehetővé. Karintia a népszavazás eredményeképpen Jugoszlávia helyett osztrák terület maradt, míg Magyarország nyugati határvidéke (Sopron kivételével) Burgenland néven Ausztriához került.

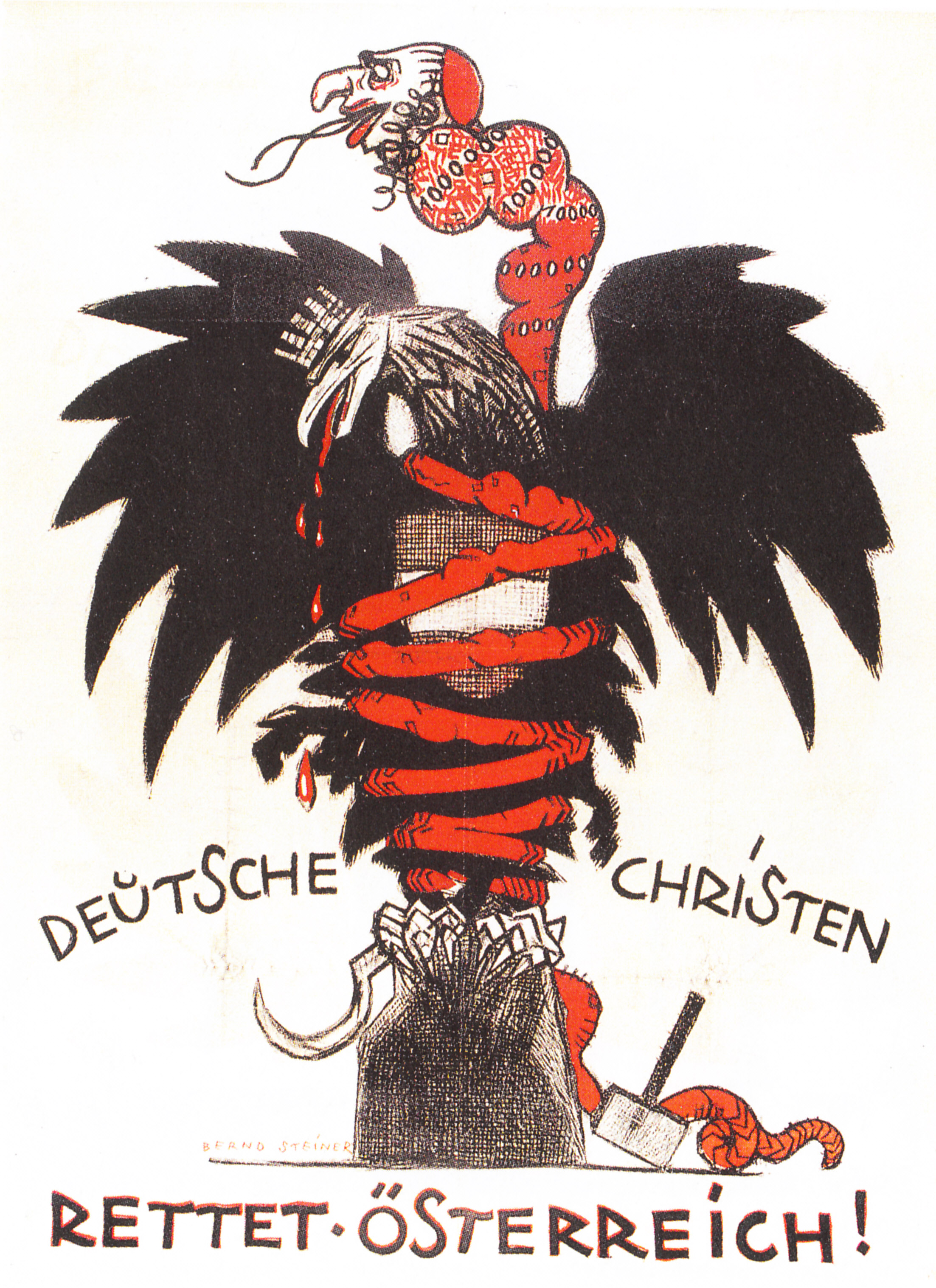
Antiszemita plakát az 1920-as évekből

Az 1920-as új választásokat a keresztényszocialisták nyerték meg és egészen a függetlenség 1938-as elvesztésééig ők maradtak a legerősebb párt. Bár nem kellett jóvátételt fizetni, a német márkához hasonlóan az osztrák korona is hiperinfláción ment keresztül a 20-as évek elején, szétzilálva a gazdaságot és elszegényítve a középosztályt. 1925-ben bevezették az új pénzt, a schillinget. A gazdasági nehézségek viharos politikai élettel párosultak, jobb- és baloldali paramilitáris csoportok alakultak, amelyek erőszakos összecsapásokig fajuló tüntetéseket rendeztek.
A keresztényszocialista Engelbert Dollfuß 1932-es kancellárrá választása után Ausztria gyorsan haladt a fasiszta modell alapján létrehozott központosított államszervezet felé. 1933 márciusában a parlamenti alelnökök lemondása miatt Dollfuß működésképtelennek minősítette a nemzetgyűlést, magához ragadta a törvényhozási jogokat és bevezette a diktatúrát. Kezdetét vette az 1938-ig tartó ausztrofasizmus. Dollfuß a mérsékelt pártokat beolvasztotta a sajátjába, az uralmát leginkább veszélyeztető náci pártot (DNSAP), valamint a kommunista pártot pedig betiltotta, egypártrendszert vezetve be ezzel. Az új berendezkedést 1934 májusában új alkotmánnyal szilárdították meg. Júliusban azonban egy náci puccskísérlet során meggyilkolták Dollfußt, utódja Kurt Schuschnigg lett. Schuschnigg Olaszország segítségét kérte a függetlenség megőrzéséhez, de miután 1936-ban létrejött a német-olasz „tengely”, Hitler nyomására kénytelen volt legalizálni a DNSAP-t és prominenseit bevenni a kormányába.

## Az Anschluss és a második világháború
Schuschnigg 1938. március 13-ára népszavazást írt ki Ausztria Harmadik Birodalomhoz való csatlakozásáról, de a német csapatok egy nappal korábban a lakosság ünneplésétől kísérve bevonultak az országba, lemondatták a kancellárt és helyette a náci párt fejét, Arthur Seyss-Inquartot tették az Ausztria vezetőjévé. Április 10-én egy népszavazás során az osztrákok 99,73%-a (zsidók, „vegyes rasszúak” és a rendszer letartóztatott ellenségei nem szavazhattak) támogatta a Birodalomhoz való csatlakozást, ami így a náci Németország Ostmark nevű tartománya lett. A zsidók diszkriminációját és vagyonuktól való megfosztását, amelyet Németországban több év alatt, fokozatosan vezettek be, itt néhány hét alatt véghez vitték.
A nemzetiszocialista rendszer és a második világháború Ausztriában 380 ezer áldozatot szedett, melyekből 247 ezer a harctéren esett el, 65,5 ezer zsidót meggyilkoltak, 16 ezer nem-zsidó (köztük 8 ezer cigány) koncentrációs táborokban pusztult el; 10 ezren a Gestapo, 6 ezren pedig egyéb börtönökben haltak meg; 2700 ellenállót kivégeztek, 35 ezer polgári lakos pedig a bombázásoknak és a harcoknak esett áldozatául. 140 ezer osztrák zsidó volt képes elmenekülni, vagy elűzték őket és a háború után többségükben nem tértek vissza. Az osztrákok aktívan részt vettek a nácik háborús bűntetteiben és ezeknek hatása sokáig jelentkezett a második köztársaság idején is. Ausztriában Mauthausenben épült koncentrációs tábor, ahol több mint 100 ezer áldozatot gyilkoltak meg.
Az amerikaiak 1945. március 28-án léptek osztrák földre, és két nappal később a szovjetek is megkezdték Bécs ostromát, amely április 13-ig tartott. Az amerikaiak és a britek közben megszállták az ország nyugati és déli részeit, megakadályozva ezzel, hogy a szovjetek több más közép- és kelet-európai országhoz hasonlóan teljesen hatalmukba kerítsék Ausztriát.

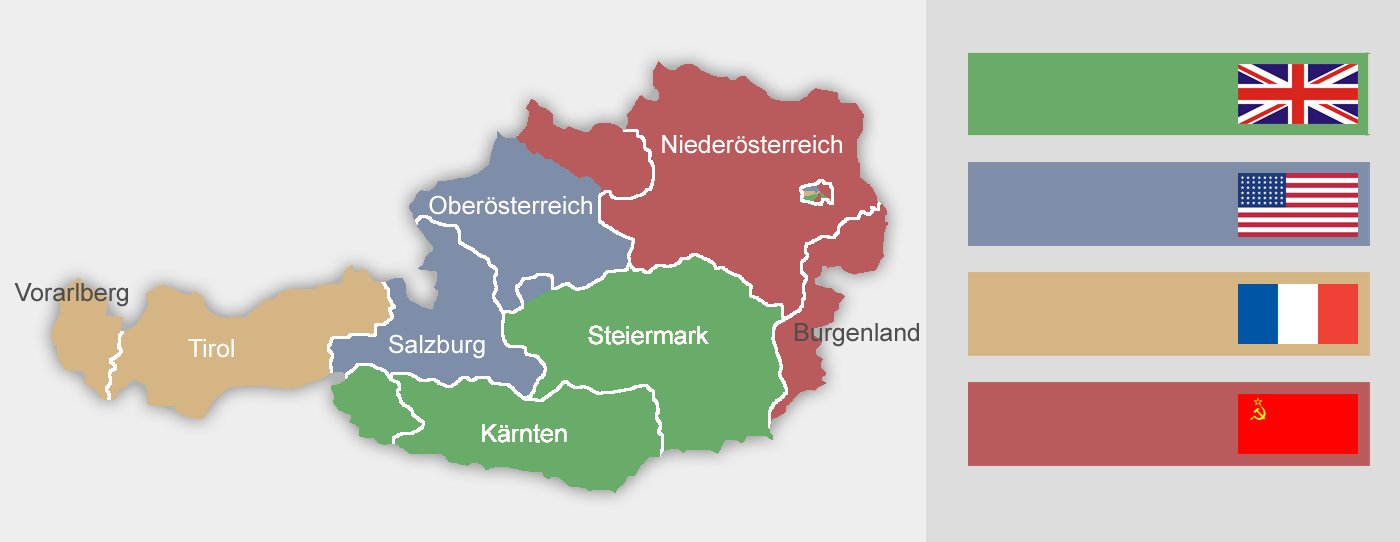
Ausztria megszállási zónai

## Második köztársaság

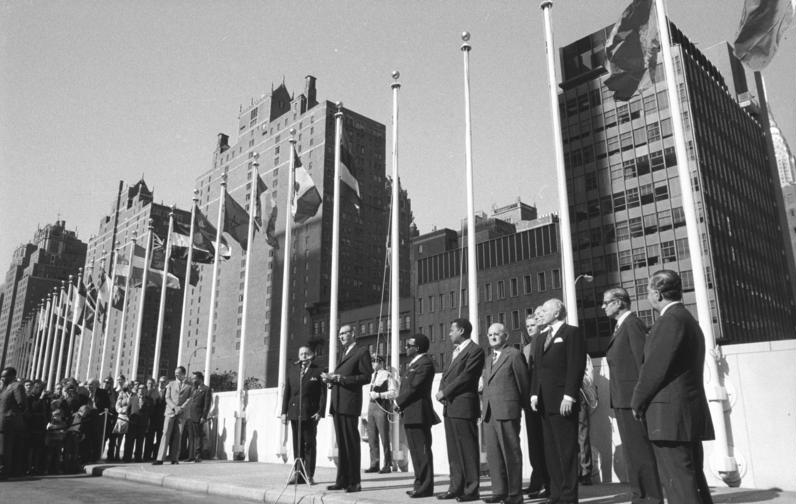
Kurt Waldheim az ENSZ főtitkáraként (1973)

1945. április 27-én az idős Karl Renner, az első osztrák köztársaság első kancellárja kikiáltotta Ausztria függetlenségét. Az új kormány főleg korábban letartóztatott szocialista, konzervatív és kommunista politikusokból állt: ez nagyban hozzájárult ahhoz, hogy a győztes hatalmak Ausztriát nem vesztes, hanem felszabadított országnak tekintették. A szövetségesek mind az országot, mind Bécset szovjet, amerikai, brit és francia megszállási zónákra osztották fel. 1950 őszén a Kommunista Párt irányításával politikai célú sztrájkhullám tört ki, melyet a kortárs sajtó „Koplenig-puccsnak” nevezett, az ÖKP-elnök nevéről. Társadalmi támogatás hiányában a sztrájk visszaszorult a szovjet zóna területére, ahol a Osztrák Szakszervezeti Szövetség (ÖGB) által mozgósított brigádok leverték. A négyhatalmi megszállás az 1955-ös államszerződés megkötéséig tartott, amikor az alkotmányban is rögzítették, hogy Ausztria „örökre” semleges ország marad.
Az új köztársaság politikailag stabilnak bizonyult. A két legnagyobb párt, a keresztény-konzervatív Osztrák Néppárt (ÖVP) és a Szociáldemokrata Párt (SPÖ) az ÖVP vezetésével 1966-ig koalícióban kormányoztak. A kis támogatottságú kommunista pártnak 1959-ig sikerült a parlamentben maradnia. Az ellenzéket a liberális és német nacionalista Osztrák Szabadságpárt (FPÖ) képviselte.
Az ÖVP-SPÖ koalíció 1966-ban felbomlott és az ÖVP többséget szerzett a választásokon. 1970-ben azonban veszítettek és az SPÖ vezetője, Bruno Kreisky az FPÖ által kívülről támogatott kisebbségi kormányt alakított, majd a 70-es évek további választásain sikerült többséget szereznie.
1986-ban Kurt Waldheim lett a köztársasági elnök, belföldi és külföldi tiltakozásokat váltva ki, mert a második világháború idején náci szervezeteknek volt a tagja. Ugyanebben az évben az FPÖ liberális és nacionalista szárnyai vitáitól kísérve Jörg Haider lett a pártvezető. Az egyre inkább szélsőjobbra tolódó populista Haider 1999-re már 27%-os támogatottságot szerzett pártjának.
Ausztria 1995-ben csatlakozott az Európai Unióhoz, 1999-ben pedig a megalakuló eurózónához.
Az 1999-es választásokon a győztes SPÖ nem tudott kormányt alakítani és helyette az ÖVP az FPÖ-vel alkotott koalíciót. Jörg Haider kormányba kerülése bel- és külföldi tiltakozásokhoz vezetett. A viták miatt az FPÖ támogatottsága 2002-ben 10%-ra esett és a párt kettészakadt, miután Haider kilépett és megalapította a Szövetség Ausztria Jövőjéért (BZÖ) pártot. 
2008-ban az SPÖ-ÖVP koalíció összeomlott és a következő választáson sok szavazót veszítettek az FPÖ és BZÖ javára, de képesek voltak újabb kormányt alakítani. Ugyanebben az évben Jörg Haider autóbalesetben meghalt.

## Fordítás
- Ez a szócikk részben vagy egészben  a   History of Austria című angol Wikipédia-szócikk ezen változatának fordításán alapul.  Az eredeti cikk szerkesztőit annak laptörténete sorolja fel. Ez a jelzés csupán a megfogalmazás eredetét és a szerzői jogokat jelzi, nem szolgál a cikkben szereplő információk forrásmegjelöléseként.
- Ez a szócikk részben vagy egészben  a   Geschichte Österreichs című német Wikipédia-szócikk ezen változatának fordításán alapul.  Az eredeti cikk szerkesztőit annak laptörténete sorolja fel. Ez a jelzés csupán a megfogalmazás eredetét és a szerzői jogokat jelzi, nem szolgál a cikkben szereplő információk forrásmegjelöléseként.